# Catàleg Köchel
El catàleg Köchel o Köchel Verzeichnis és un catàleg temàtic quasi cronològic de les obres de Wolfgang Amadeus Mozart, elaborat per Ludwig von Köchel. Les diferents edicions publicades són les següents:
- Primera edició: publicada el 1861, per Ludwig von Köchel.
- Segona edició: publicada el 1905, pel comte Paul von Waldersee.
- Tercera edició: preparada el 1937, per Alfred Einstein (1880-1952).
- Quarta i cinquena edició: són reedicions sense canvis realitzades per Alfred Einstein el 1958 i el 1961.
- Sisena edició: publicada el 1964, per Franz Giegling (1921-), Alexander Weinmann (1901-1987), i Gerd Sievers (1915-1999).
- Setena i vuitena edició: són reedicions sense canvis realitzades pels mateixos autors de la sisena, el 1965 i el 1983.

Les referències de les obres del catàleg Köchel són habitualment anotades amb els símbols K (Köchel) o KV (Köchel Verzeichnis). Per exemple, el Rèquiem en re menor, és la darrera obra de la llista i té el número de catàleg K. 626 o KV. 626. Cronològicament és una obra inacabada que estava component en els mesos finals de la seva vida.
A continuació es presenta la llista completa amb una comparació entre les obres recollides en la primera i en la darrera edició, la sisena. Quan es coneix, també s'adjunta informació sobre l'any de la composició i el lloc on Mozart la va escriure. Per a un llistat selectiu on s'agrupen les obres per tipus de música, vegeu la llista de composicions de Wolfgang Amadeus Mozart.

## Catàleg Köchel d'obres de W. A. Mozart
| K1          | K6     | Títol                                                                             | Any            | Lloc              |
| ----------- | ------ | --------------------------------------------------------------------------------- | -------------- | ----------------- |
|             | 1a     | Andante en Do M per a teclat                                                      | inici de 1761  | Salzburg          |
|             | 1b     | Allegro en Do M per a teclat                                                      | inici de 1761  | Salzburg          |
|             | 1c     | Allegro en Fa M per a teclat                                                      | 11-12-1761     | Salzburg          |
|             | 1d     | Minuet en Fa M per a teclat                                                       | 16-12-1761     | Salzburg          |
| 1           | 1e     | Minuet en Sol M per a teclat                                                      | inici de 1762  | Salzburg          |
|             | 1f     | Minuet en Do M per a teclat                                                       | inici de 1762  | Salzburg          |
| 2           | 2      | Minuet en Fa M per a teclat                                                       | gener 1762     | Salzburg          |
| 3           | 3      | Allegro en si♭ M per a teclat                                                     | 4-3-1762       | Salzburg          |
| 4           | 4      | Minuet en Fa M per a teclat                                                       | 11-5-1762      | Salzburg          |
| 5           | 5      | Minuet en Fa M per a teclat                                                       | 5-7-1762       | Salzburg          |
| 9a          | 5a     | Allegro en do per a teclat                                                        | estiu de 1763  |                   |
| 9b          | 5b     | Andante en si♭ M per a teclat                                                     | 1763           |                   |
| 6           | 6      | Sonata per a teclat (o per a violí i teclat) núm. 1 en Do M                       | gener 1764     | París             |
| 7           | 7      | Sonata per a teclat (o per a violí i teclat) núm. 2 en Re M                       | gener 1764     | París             |
| 8           | 8      | Sonata per a violí i teclat núm. 3 en si♭ M                                       | gener 1764     | París             |
| 9           | 9      | Sonata per a violí i teclat núm. 4 en Sol M                                       | gener 1764     | París             |
| 10          | 10     | Sonata en si♭ M per a violí/flauta i teclat, amb violoncel ad lib                 | 1764           | Londres           |
| 11          | 11     | Sonata en Sol M per a violí/flauta i teclat, amb violoncel ad lib                 | 1764           | Londres           |
| 12          | 12     | Sonata en La M per a violí/flauta i teclat, amb violoncel ad lib                  | 1764           | Londres           |
| 13          | 13     | Sonata en Fa M per a violí/flauta i teclat, amb violoncel ad lib                  | 1764           | Londres           |
| 14          | 14     | Sonata en Do M per a violí/flauta i teclat, amb violoncel ad lib                  | 1764           | Londres           |
| 15          | 15     | Sonata en si♭ M per a violí/flauta i teclat, amb violoncel ad lib                 | 1764           | Londres           |
|             | 15a    | Allegro en Fa M per a teclat                                                      | 1764           | Londres           |
|             | 15b    | Andantino en Do M per a teclat                                                    | 1764           | Londres           |
|             | 15c    | Minuet en Sol M per a teclat                                                      | 1764           | Londres           |
|             | 15d    | Rondó en Re M per a teclat                                                        | 1764           | Londres           |
|             | 15e    | Contradansa en Sol M per a teclat                                                 | 1764           | Londres           |
|             | 15f    | Tempo de Minuet en Do M per a teclat                                              | 1764           | Londres           |
|             | 15g    | Preludi en Sol M per a orgue                                                      | 1764           | Londres           |
|             | 15h    | Contradansa en Fa M per a teclat                                                  | 1764           | Londres           |
|             | 15i    | Minuet en La M per a teclat                                                       | 1764           | Londres           |
|             | 15k    | Minuet en La M per a teclat                                                       | 1764           | Londres           |
|             | 15l    | Contradansa en La M/la menor per a teclat                                         | 1764           | Londres           |
|             | 15m    | Minuet en Fa M per a teclat                                                       | 1764           | Londres           |
|             | 15n    | Andante en Do M per a teclat                                                      | 1764           | Londres           |
|             | 15o    | Andante en Re M per a teclat                                                      | 1764           | Londres           |
|             | 15p    | Moviment de Sonata per a teclat en Sol M                                          | 1764           | Londres           |
|             | 15q    | Andante/Preludi en si♭ M                                                          | 1764           | Londres           |
|             | 15r    | Andante en Sol M per a teclat                                                     | 1764           | Londres           |
|             | 15s    | Rondó en Do M/do menor per a teclat                                               | 1764           | Londres           |
|             | 15t    | Moviment de Sonata per a teclat en Fa M                                           | 1764           | Londres           |
|             | 15u    | Siciliana en Re M per a teclat                                                    | 1764           | Londres           |
|             | 15v    | Moviment final de Sonata per a teclat en Fa M                                     | 1764           | Londres           |
|             | 15w    | Allemande en si♭ M per a teclat                                                   | 1764           | Londres           |
|             | 15x    | Moviment final de Sonata per a teclat en Fa M                                     | 1764           | Londres           |
|             | 15y    | Minuet en Sol M per a teclat                                                      | 1764           | Londres           |
|             | 15z    | Giga en Do M per a teclat                                                         | 1764           | Londres           |
|             | 15aa   | Moviment final d'una Sonata per a teclat en si♭ M                                 | 1764-1765      | Londres           |
|             | 15bb   | Moviment final d'una Sonata per a teclat en Re M                                  | 1764-1765      | Londres           |
|             | 15cc   | Tempo de Minuet en Mi♭ M                                                          | 1764-1765      | Londres           |
|             | 15dd   | Andante en la ♭ major                                                             | 1764-1765      | Londres           |
|             | 15ee   | Minuet en Mi♭ M                                                                   | 1764-1765      | Londres           |
|             | 15ff   | Minuet en Fa M                                                                    | 1764-1765      | Londres           |
|             | 15gg   | Contradansa en rondó en si♭ M                                                     | 1764-1765      | Londres           |
|             | 15hh   | Rondó en Fa M                                                                     | 1764-1765      | Londres           |
|             | 15ii   | Andante en si♭ M                                                                  | 1764-1765      | Londres           |
|             | 15kk   | Moviment de Sonata per a teclat en Mi♭ M                                          | 1764-1765      | Londres           |
|             | 15ll   | Moviment final d'una Sonata per a teclat en si♭ M                                 | 1764-1765      | Londres           |
|             | 15mm   | Andante en Mi♭ M                                                                  | 1764-1765      | Londres           |
|             | 15nn   | Moviment de Sonata per a teclat en Fa M                                           | 1764-1765      | Londres           |
|             | 15oo   | Tempo de Minuet en Fa M                                                           | 1764-1765      | Londres           |
|             | 15pp   | Minuet en si♭ M                                                                   | 1764-1765      | Londres           |
|             | 15qq   | Minuet en Mi♭ M                                                                   | 1764-1765      | Londres           |
|             | 15rr   | Minuet en Do M                                                                    | 1764-1765      | Londres           |
|             | 15ss   | Fuga a 4 veus en La M                                                             | 1764-1765      | Londres           |
| 16          | 16     | Simfonia núm. 1 en Mi♭ M                                                          | agost 1764     | Londres           |
| Anh.220     | 16a    | Simfonia en la menor, K. 16a, «Odense»                                            | 1765           | Londres           |
| 19          | 19     | Simfonia núm. 4 en Re M                                                           | 1765           | Londres           |
| Anh.223     | 19a    | Simfonia en Fa M, K. 19a                                                          | inici de 1765  | Londres           |
|             | 19b    | Simfonia en Do M                                                                  | 1765           |                   |
| 21          | 19c    | «Va, dal furor portata», ària per a tenor i orq.                                  | 1765           | Londres           |
|             | 19d    | Sonata per a teclat en Do M a 4 mans                                              | 13-5-1765      | Londres           |
| 20          | 20     | «God is Our Refuge», motet per a cor a 4 veus mixtes a capella                    | juliol 1765    | Londres           |
|             | 21a    | Variacions en La M                                                                | 1765           |                   |
| 107         | 21b    | Concerts per a teclat i corda (Sonates per a clavecí de J. Ch. Bach)              | 1771-1772      |                   |
| 107/1       | 21b/1  | Concert núm. 1 en Re M                                                            | 1771           |                   |
| 107/2       | 21b/2  | Concert núm. 2 en Sol M                                                           | 1771           |                   |
| 107/3       | 21b/3  | Concert núm. 3 en Mi♭ M                                                           | 1771           |                   |
| 22          | 22     | Simfonia núm. 5 en si♭ M                                                          | des. 1765      | l'Haia            |
| 23          | 23     | «Conservati fedele», ària per a soprano i corda                                   | oct. 1765      | l'Haia            |
| 24          | 24     | Vuit variacions en Sol M per a teclat («Laat ons Juichen...», Ch. E. Graaf        | 7-3-1766       | l'Haia?           |
| 25          | 25     | Set variacions en Re M per a teclat (lied «Willem van Nassau»)                    | 7-3-1766       | l'Haia?           |
| 26          | 26     | Sonata per a violí i teclat núm. 5 en Mi♭ M                                       | febrer 1766    | l'Haia            |
| 27          | 27     | Sonata per a violí i teclat núm. 6 en Sol M                                       | febrer 1766    | l'Haia            |
| 28          | 28     | Sonata per a violí i teclat núm. 7 en Do M                                        | febrer 1766    | l'Haia            |
| 29          | 29     | Sonata per a violí i teclat núm. 8 en Re M                                        | febrer 1766    | l'Haia            |
| 30          | 30     | Sonata per a violí i teclat núm. 9 en Fa M                                        | febrer 1766    | l'Haia            |
| 31          | 31     | Sonata per a violí i teclat núm. 10 en si♭ M                                      | febrer 1766    | l'Haia            |
| 32          | 32     | «Gallimathias musicum», quodlibet (18 números) per a clavecí i orq.               | març 1766      | l'Haia            |
|             | 32a    | Llibre tercer d'esbossos, «Capricci», per a Konstanze                             | 1765-1766      |                   |
| 33          | 33     | Kyrie per a cor a 4 veus i corda                                                  | 12-6-1766      | París             |
|             | 33a    | Solo per a flauta                                                                 | 1766           |                   |
|             | 33b    | Solo per a violoncel                                                              | 1766           |                   |
|             | 33B    | Peça en Fa M per a clavecí                                                        | oct. 1766      | Zurich            |
|             | 33c    | «Stabat Mater», motet per a cor a 4 veus a capella                                | 1766           |                   |
|             | 33d    | Sonata per a teclat en Sol M                                                      | 1766           |                   |
|             | 33e    | Sonata per a teclat en si♭ M                                                      | 1766           |                   |
|             | 33f    | Sonata per a teclat en Do M                                                       | 1766           |                   |
|             | 33g    | Sonata per a teclat en Fa M                                                       | 1766           |                   |
|             | 33h    | Peça per a trompa de caça (waldhorn)                                              | 1766           |                   |
| 36          | 33i    | «Tali e cotanti sono», recitatiu i ària per a tenor i orq.                        | des. 1766      | Salzburg          |
| 34          | 34     | «Scandi coeli limina», ofertori per a soprano, cor, orgue i orq.                  | 1766-1767      | Baviera           |
| 35          | 35     | «Die Schuldigkeit des ersten Gebotes», oratori (1a part)                          | març 1767      | Salzburg          |
| 42          | 35a    | «Grabmusik - Kantate zum Heil Grab Christi», cantata de passió                    | 1767           | Salzburg          |
| 37          | 37     | Concert per a piano núm. 1 en Fa M                                                | abril 1767     | Salzburg          |
| 38          | 38     | «Apollo i Hyacinthus», comèdia llatina en 1 acte i 3 parts                        | 13-5-1767      | Salzburg          |
| 39          | 39     | Concert per a piano núm. 2 en si♭ M                                               | juny 1767      | Salzburg          |
| 40          | 40     | Concert per a piano núm. 3 en Re M                                                | juliol 1767    | Salzburg          |
| 41          | 41     | Concert per a piano núm. 4 en Sol M                                               | juliol 1767    | Salzburg          |
|             | 41a    | Sis divertiments a 4 per a diversos instruments                                   | 1767           |                   |
|             | 41b    | Peces per a instruments de vent i formacions diverses                             | 1767           |                   |
|             | 41c    | Marxes                                                                            | 1767           |                   |
|             | 41c/1  | Marxa núm. 1                                                                      | 1767           |                   |
|             | 41c/2  | Marxa núm. 2 en Do M                                                              | 1767           |                   |
|             | 41c/3  | Marxa núm. 3                                                                      | 1767           |                   |
|             | 41d    | Minuets diferents per a diversos instruments                                      | 1767           |                   |
|             | 41e    | Fuga per a teclat                                                                 | 1767           |                   |
|             | 41f    | Fuga a 4 veus                                                                     | 1767           |                   |
|             | 41g    | Música nocturna (Nachtmusik) per a 2 violins i baix                               | 1767           |                   |
| 67          | 41h    | Sonata d'església núm. 1 en Mi♭ M per a orgue i corda                             | 1772           | Salzburg          |
| 68          | 41i    | Sonata d'església núm. 2 en si♭ M per a orgue i corda                             | 1772           | Salzburg          |
| 69          | 41k    | Sonata d'església núm. 3 en Re M per a orgue i corda                              | 1772           | Salzburg          |
| 76          | 42a    | Simfonia [núm. 43] en Fa M                                                        | tardor 1767    | Viena             |
| 43          | 43     | Simfonia núm. 6 en Fa M                                                           | tardor 1767    | Viena             |
| Anh.24a     | 43a    | «Ach was müssen wir erfahren!», duet en Fa M (2 sopranos a capella)               | 15-10-1767     | Viena             |
|             | 43c    | Concert per a piano i orquestra en Sol M                                          | 1768           |                   |
| 45          | 45     | Simfonia núm. 7 en Re M                                                           | 16-1-1768      | Viena             |
| Anh.221     | 45a    | Simfonia en Sol M «Alte Lambach»                                                  | 1766           | l'Haia            |
| Anh.214     | 45b    | Simfonia en si♭ M «Neue Lambach»                                                  | inici de 1768  | Viena?            |
| 51          | 46a    | La finta semplice, òpera bufa en 3 actes                                          | primv. 1768    | Viena             |
| 50          | 46b    | Bastien und Bastienne, singspiel en 1 acte                                        | oct. 1768      | Viena             |
| 52          | 46c    | «Daphne, deine Rosenwangen», lied per a soprano i clavecí                         | 1768           |                   |
|             | 46d    | Sonata en Do M per a violí i baix, o per a clavecí                                | 1-9-1768       | Viena             |
|             | 46e    | Sonata en Fa M per a violí i baix, o per a clavecí                                | 1-9-1768       | Viena             |
| 47          | 47     | «Veni Sancte Spiritus», ofertori (solistes, cor, orgue i orq.)                    | tardor 1768    | Viena             |
| 139         | 47a    | Missa solemnis en do menor, "Missa de l'orfenat" «Waisenhausmesse»                | tardor 1768    | Viena             |
|             | 47b    | Ofertori                                                                          | 1768           |                   |
|             | 47c    | Concert per a trompeta                                                            | 1768           |                   |
| 49          | 47d    | Missa brevis en Sol M                                                             | 1768           | Viena             |
| 53          | 47e    | «An die Freude», lied per a soprano i clavecí                                     | nov. 1768      | Viena             |
| 48          | 48     | Simfonia núm. 8 en Re M                                                           | 13-12-1768     | Viena             |
| 65          | 61a    | Missa brevis en re menor                                                          | 14-1-1769      | Salzburg          |
|             | 61b    | 7 Minuets i trios per a 2 violins i baix                                          | 26-1-1769      | Salzburg          |
| 70          | 61c    | «Sol nascente», recitatiu i ària per a soprano i orq.                             | 1769           | Salzburg          |
| 103         | 61d    | Dinou minuets amb trio o sense per a orquestra                                    | 1771-1772      | Salzburg          |
| 104         | 61e    | Sis minuets amb trio o sense per a orq.                                           | 1771-1772      | Salzburg          |
| 105         | 61f    | Sis minuets per a orquestra i trios per a corda i flauta                          | 1771-1772      | Salzburg          |
|             | 61g1   | Minuet en La M per a corda i 2 flautes                                            | 1769           |                   |
|             | 61g2   | Minuet en Do M per a teclat i trio                                                | 1769/70        | Salzburg          |
|             | 61h    | Sis minuets amb trio o sense per a orq.                                           | 1771/72        | Salzburg          |
| 62          | 62     | Cassació/Marxa en Re M per a quatre instruments                                   | estiu 1769     | Salzburg          |
| 100         | 62a    | Serenata núm. 1 en Re M «Final-musik»                                             | estiu 1769     | Salzburg          |
| 63          | 63     | Cassació núm. 1 en Sol M "Final-musik"                                            | estiu 1769     | Salzburg          |
| 99          | 63a    | Cassació núm. 2 en si♭ M                                                          | estiu 1769     | Salzburg          |
| 64          | 64     | Minuet en Re M per a orq.                                                         | 1769           | Salzburg          |
| 66          | 66     | Missa solemnis en do major "Dominicus", «Dominicusmesse»                          | oct. 1769      | Salzburg          |
| 117         | 66a    | «Benedictus sit Deus», «Introibo i Jubilate», ofertoris                           | ~nov. 1768     | Viena             |
| 141         | 66b    | «Te Deum laudamus», himne per a cor, orgue i orq.                                 | final 1769     | Salzburg          |
| Anh.215     | 66c    | Simfonia en Re M                                                                  | ~1769          | Salzburg?         |
| Anh.217     | 66d    | Simfonia en si♭ M                                                                 | ~1769          | Salzburg?         |
| Anh.218     | 66e    | Simfonia en si♭ M                                                                 | ~1769          | Salzburg?         |
| 71          | 71     | «Ah, più tremar non voglio», ària italiana per a tenor i orq.                     | 1770           |                   |
|             | 72a    | Molto allegro en Sol M per a teclat [fragment]                                    | 6-1-1770       |                   |
| 73          | 73     | Simfonia núm. 9 en Do M                                                           | 1769 o 1770    | Salzburg o Itàlia |
| 143         | 73a    | «Quaere superna», recitatiu i ària per a soprano, corda i orgue                   | febrer 1770    | Milà              |
|             | 73A    | «Misero tu non sei», ària                                                         | 1770           |                   |
| 78          | 73b    | «Per pietà, bell'idol mio», ària per a soprano i orq.                             | 1766           |                   |
| 88          | 73c    | «Fra cento affani», ària per a soprano i orq.                                     | 1770           | Milà              |
| 79          | 73D    | «Per quel paterno amplesso», recitatiu i ària per a soprano i orq.                | 1766           |                   |
| 77          | 73e    | «Misero pargoletto», recitatiu i ària per a soprano i orq.                        | març 1770      | Milà              |
| 80          | 73f    | Quartet de corda núm. 1 en Sol M, «Lodi»                                          | 15-3-1770      | Lodi              |
| 123         | 73g    | Contradansa en si♭ M                                                              | 13/14-4-1770   | Roma              |
| 94          | 73h    | Minuet en Re M per a clavecí                                                      | 1770           | Bolonya/Roma      |
|             | 73i    | Cànon en La M (sense text)                                                        | abril 1770     | Roma              |
| 89          | 73k    | Kyrie en Sol M per a 5 sopranos («canon ad unisonum»)                             | 1770 o 1772    | Roma-Salzburg?    |
| 81          | 73l    | Simfonia [núm. 44] en Re M                                                        | abril 1770     | Roma              |
| 97          | 73m    | Simfonia [núm. 47] en Re M                                                        | abril 1770     | Roma              |
| 95          | 73n    | Simfonia [núm. 45] en Re M                                                        | abril 1770     | Roma              |
| 82          | 73o    | «Se ardire è speranza», ària per a soprano i orq.                                 | 25-4-1770      | Roma              |
| 83          | 73p    | «Se tutti i mali miei», ària per a soprano i orq.                                 | 1770           | Roma              |
| 84          | 73q    | Simfonia núm. 11 en Re M                                                          | juliol 1770    | Milà-Bolonya      |
|             | 73r    | Cànons enigmàtics                                                                 | estiu 1770     | Bolonya           |
| 85          | 73s    | Miserere, motet en la m per a 3 veus i orgue amb el baix xifrat                   | estiu 1770     | Bolonya           |
| 122         | 73t    | Minuet en Mi♭ M                                                                   | agost 1770     | Bolonya           |
| 44          | 73u    | «Cibavit eos», antífona [introit] per a cor i orgue                               | 1770           |                   |
| 86          | 73v    | «Quaerite primum regnum Dei», antífona per a 4 veus a cappella                    | 9-10-1770      | Bolonya           |
|             | 73w    | Fuga en Re M per a teclat [fragment]                                              | 1773           |                   |
| Anh.109d    | 73x    | Estudis cànoniques per a veus                                                     | 1772           |                   |
|             | 73x1   | Cànon en Sol M a 12 veus per a 3 cors a 4 veus                                    | 1772           |                   |
|             | 73x2   | Doble cànon (sense text) en Sol M (8 sopranos i 4 tenors)                         | 1772           |                   |
|             | 73x3   | Notació d'un tema (sense text) en Re M                                            | 1772           |                   |
|             | 73x4   | «Domino omnis terra», cantata a doble cànon en Do M (5 T i 3 C)                   | 1772           |                   |
|             | 73x5   | «Regna terrae», cantata a doble cànon en Re M a 4 veus                            | 1772           |                   |
|             | 73x6   | «Jovi patri», cànon en Do M                                                       | 1772           |                   |
|             | 73x7   | «Cantemus Domino», cànon en Fa M (contralt, 3 tenors i 2 baixos)                  | 1772           |                   |
|             | 73x8   | Cànon (sense text) en Do M a 16 veus per a 4 cors a 4 veus                        | 1772           |                   |
|             | 73x9   | «Laudabo nomen Dei cum cantico», cànon en La M a 4 veus                           | 1772           |                   |
|             | 73x10  | «Introite portas ejus in confessione», cànon en Do M a 4 veus                     | 1772           |                   |
|             | 73x11  | «Jovi patri canendo oblectant», cànon en Do M (2 sopranos)                        | 1772           |                   |
|             | 73x12  | «Hymnum canunt demulcentgue», cànon en Re M (8 veus de tenors)                    | 1772           |                   |
|             | 73x13  | «A Musis Heliconiadibus», cànon en Do M (9 veus de tenors)                        | 1772           |                   |
|             | 73x14  | «Incipe Menalios», cànon en Fa M (3 veus de sopranos)                             | 1772           |                   |
| 74          | 74     | Simfonia núm. 10 en Sol M                                                         | primv. 1770    | Itàlia            |
| 87          | 74a    | Mitridate, re di Ponto, òpera sèria en 3 actes                                    | 26-12-1770     | Bolonya-Milà      |
|             | 74b    | «Non curo l'affetto», ària per a soprano i orq.                                   | inici de 1771  | Milà-Pavia?       |
| 118         | 74c    | «Betulia liberata», oratori sacre en 2 parts                                      | estiu 1771     | Salzburg          |
| 108         | 74d    | «Regina Coeli», motet (S, cor, orgue i orq.)                                      | maig 1771      | Salzburg          |
| 109         | 74e    | «Litaniae Lauretanae de Beate Maria Virginis», lletanies                          | maig 1771      | Salzburg          |
| 72          | 74f    | «Inter natos mulierum», ofertori «pro festo Sancti Joannis Baptistae»             | ~juny 1771     | Salzburg          |
| 75          | 75     | Simfonia [núm. 42] en Fa M                                                        | inici de 1771  | Salzburg          |
| 110         | 75b    | Simfonia núm. 12 en Sol M                                                         | juliol 1771    | Salzburg          |
| 90          | 90     | Kyrie en Re M per a cor a 4 veus i orgue                                          | 1772           | Salzburg          |
| 116         | 90a    | Missa brevis en Fa M per a cor a 4 veus corda i orgue                             | 1771           |                   |
| 111         | 111    | Ascanio in Alba festa teatral en 2 actes                                          | 17 d'oct. 1771 | Milà              |
| 120         | 111a   | Finale en Re M a partir del la Simfonia d'«Asconio in Alba»                       | tardor 1771    | Milà              |
| 96          | 111b   | Simfonia [núm. 46] en Do M                                                        | ~nov. 1771     | Milà              |
| 112         | 112    | Simfonia núm. 13 en Fa M                                                          | 2-11-1771      | Milà              |
| 113         | 113    | Divertimento núm. 1 en Mi♭ M, «Concert»                                           | nov. de 1771   | Milà              |
| 114         | 114    | Simfonia núm. 14 en La M                                                          | 30-12-1771     | Salzburg          |
| 381         | 123a   | Sonata en Re M per a teclat a 4 mans                                              | inici de 1772  | Salzburg          |
| 124         | 124    | Simfonia núm. 15 en Sol M                                                         | 21-2-1772      | Salzburg          |
| 144         | 124a   | Sonata d'església núm. 4 en Re M per a orgue i corda                              | inici de 1772  | Salzburg          |
| Anh.65a     | 124A   | Sonata d'església en Re M (2 violins i orgue o baix) [fragment]                   |                |                   |
| 145         | 124b   | Sonata d'església núm. 5 en Fa M per a orgue i corda                              | inici de 1772  | Salzburg          |
|             | 124c   | Sonata en Do M per a 2 violins i orgue                                            | 1772           |                   |
| 125         | 125    | «Litaniae de venerabili altaris Sacramento», lletanies                            | març 1772      | Salzburg          |
| 136         | 125a   | Divertimento per a corda núm. 1 en Re M                                           | 1772           | Salzburg          |
| 137         | 125b   | Divertimento per a corda núm. 2 en si♭ M                                          | 1772           | Salzburg          |
| 138         | 125c   | Divertimento per a corda núm. 3 en Fa M                                           | 1772           | Salzburg          |
| 149         | 125d   | «Die grossmütige Gelassenheit», lied per a veus i teclat                          | 1772           |                   |
| 150         | 125e   | «Geheime Liebe...», lied en Sol M per a veus i teclat                             | 1772           |                   |
| 151         | 125f   | «Die Zufriedenheit im niedrigen Stande», lied per a soprano i teclat              | 1772           |                   |
| 147         | 125g   | «Wie unglücklich bin ich nit», lied per a veus i teclat                           | 1772           | Salzburg          |
| 148         | 125h   | «Lobgesang auf die feierliche Johannisloge», lied per a veus i teclat             | 1772           | Salzburg          |
| 126         | 126    | Il sogno di Scipione, acció teatral en 1 acte                                     | mitjans 1771   | Salzburg          |
| 127         | 127    | «Regina Coeli», motet per a soprano, cor a 4 veus, orgue i orq.                   | maig 1772      | Salzburg          |
| 128         | 128    | Simfonia núm. 16 en Do M                                                          | maig 1772      | Salzburg          |
| 129         | 129    | Simfonia núm. 17 en Sol M                                                         | maig 1772      | Salzburg          |
| 130         | 130    | Simfonia núm. 18 en Fa M                                                          | maig 1772      | Salzburg          |
| 164         | 130a   | Sis minuets i trios per a orq.                                                    | juny 1772      | Salzburg          |
| 131         | 131    | Divertimento núm. 2 en Re M                                                       | juny 1772      | Salzburg          |
| 132         | 132    | Simfonia núm. 19 en Mi♭ M                                                         | juliol 1772    | Salzburg          |
| 133         | 133    | Simfonia núm. 20 en Re M                                                          | juliol 1772    | Salzburg          |
| 134         | 134    | Simfonia núm. 21 en La M                                                          | agost 1772     | Salzburg          |
| 155         | 134a   | Quartet de corda núm. 2 en Re M                                                   | ~nov. 1772     | Bolzano-Verona    |
| 156         | 134b   | Quartet de corda núm. 3 en Sol M                                                  | final 1772     | Milà              |
| 135         | 135    | Lucio Sillac, drama musical en 3 actes                                            | 26-12-1772     | Salzburg-Milà     |
| Anh.109     | 135a   | «Le gelosie del Serraglio», esbossos per al ballet de «Lucio Silla»               | des. 1772      | Milà              |
| 161 i 163   | 141a   | Simfonia [núm. 50] en Re M i Finale en Re M per a una simfonia                    | març 1772      | Salzburg          |
| 157         | 157    | Quartet de corda núm. 4 en Do M                                                   | 1772-1773      | Milà              |
| 158         | 158    | Quartet de corda núm. 5 en Fa M                                                   | 1772-1773      | Milà              |
| 165         | 158a   | «Exsultate, jubilate», motet per a soprano, orgue i orq.                          | gener 1773     | Milà              |
| 159         | 159    | Quartet de corda núm. 6 en si♭ M                                                  | inici de 1773  | Milà              |
| 160         | 159a   | Quartet de corda núm. 7 en Mi♭ M                                                  | inici de 1773  | Milà-Salzburg     |
| 186         | 159b   | Divertimento per a vent núm. 4 en si♭ M, «Andretter»                              | març 1773      | Milà-Salzburg     |
| 187         | 159c   | Divertimento núm. 5 en Do M                                                       | 1773           |                   |
| 166         | 159d   | Divertimento per a vent núm. 3 en Mi♭ M                                           | 24-3-1773      | Salzburg          |
| 184         | 161a   | Simfonia núm. 26 en Mi♭ M                                                         | 30-3-1773      | Salzburg          |
| 199         | 161b   | Simfonia núm. 27 en Sol M                                                         | 10-4-1773      | Salzburg          |
| 162         | 162    | Simfonia núm. 22 en Do M                                                          | primv. 1773    | Salzburg          |
| 181         | 162b   | Simfonia núm. 23 en Re M                                                          | 19-5-1773      | Salzburg          |
| 115         | 166d   | Missa brevis en Do M per a cor a 4 veus i orgue [fragment]                        | estiu 1773     | Salzburg          |
| 223         | 166e   | Hosanna per a cor a 4 veus, corda i orgue                                         | 1772           | Salzburg          |
| Anh.18      | 166f   | Kyrie per a cor a 4 veus i orquestra [fragment]                                   | 1772           | Salzburg          |
| Anh.19      | 166g   | Kyrie per a cor a 4 veus, orgue i orquestra [fragment]                            | 1772           | Salzburg          |
| Anh.23      | 166h   | «In te Domine speravi», salm (4 veus a capella) [fragment]                        | estiu 1773     | Salzburg          |
| 167         | 167    | Missa en honorem Sanctissimae Trinitatis                                          | juny 1773      | Salzburg          |
| 185         | 167a   | Serenata núm. 3 en Re M «Final-musik»                                             | ~agost 1773    | Viena             |
| 205         | 167A   | Divertimento núm. 7 en Re M                                                       | juliol 1773    | Salzburg          |
| 290         | 167AB  | Marxa en Re M per a corda i 2 trompes                                             | estiu 1772     | Salzburg          |
| 189         | 167b   | Marxa en Re M per a orq.                                                          | ~agost 1773    | Viena             |
| 168         | 168    | Quartet de corda núm. 8 en Fa M                                                   | agost 1773     | Viena             |
|             | 168a   | Minuet en Fa M sense trio per a quartet de corda                                  | agost 1773     | Viena             |
| 169         | 169    | Quartet de corda núm. 9 en La M                                                   | agost 1773     | Viena             |
| 170         | 170    | Quartet de corda núm. 10 en Do M                                                  | agost 1773     | Viena             |
| 171         | 171    | Quartet de corda núm. 11 en Mi♭ M                                                 | agost 1773     | Viena             |
| 172         | 172    | Quartet de corda núm. 12 en si♭ M                                                 | set. 1773      | Viena             |
| 173         | 173    | Quartet de corda núm. 13 en Re M                                                  | set. 1773      | Viena             |
| 180         | 173c   | Sis variacions per a teclat en Sol M («Mio caro Adone» d'A. Salieri)              | tardor 1773    | Viena             |
| 345         | 173d   | «Thamos, König in Ägypten», música per a un drama heroic i 5 entreactes           | 1779           | Salzburg          |
| 182         | 173dA  | Simfonia núm. 24 en si♭ M                                                         | 3-10-1773      | Salzburg          |
| 183         | 173dB  | Simfonia núm. 25 en sol m                                                         | 5-10-1773      | Salzburg          |
| 174         | 174    | Quintet núm. 1 en si♭ M per a corda                                               | des. 1773      | Salzburg          |
| 175         | 175    | Concert per a piano núm. 5 en Re M                                                | des. 1773      | Salzburg          |
| 176         | 176    | Setze minuets amb trio o sense per a orq.                                         | des. 1773      | Salzburg          |
| 201         | 186a   | Simfonia núm. 29 en La M                                                          | 6-4-1774       | Salzburg          |
| 202         | 186b   | Simfonia núm. 30 en Re M                                                          | 5-5-1774       | Salzburg          |
| 358         | 186c   | Sonata per a piano a quatre mans en si♭M                                          | primv. 1774    | Salzburg          |
| 195         | 186d   | «Litaniae Lauretanae de Beata Maria Virgine» (solistes, cor, orgue i orq.)        | 1774           | Salzburg          |
| 191         | 186e   | Concert núm. 1 en si♭M per a fagot i orq.                                         | 4-6-1774       | Salzburg          |
| 190         | 186E   | Concertone en Do M per a 2 violins i orq.                                         | 31-5-1774      | Salzburg          |
| 192         | 186f   | Missa brevis «Petit Credo» en Fa M (solistes, cor, corda i orgue)                 | 24-6-1774      | Salzburg          |
| 193         | 186g   | Dixit Dominus i Magnificat (solistes, cor, orgue i orq.)                          | juliol 1774    | Salzburg          |
| 194         | 186h   | Missa brevis en Re M (solistes, cor, 2 violins, baix i orgue)                     | 8-8-1774       | Salzburg          |
| 91          | 186i   | Kyrie per a cor a 4 veus amb orgue i corda                                        | 1774           |                   |
| 179         | 189a   | Dotze variacions en Do M per a piano (minuet de J. Ch. Fischer)                   | < 6-12-1774    | Salzburg?         |
| 203         | 189b   | Serenata núm. 4 en re major, «Colloredo»                                          | agost 1774     | Salzburg          |
| 237         | 189c   | Marxa en Re M per a orq.                                                          | estiu 1774     | Salzburg          |
| 279         | 189d   | Sonata per a piano núm. 1 en Do M                                                 | inici de 1775  | Múnic             |
| 280         | 189e   | Sonata per a piano núm. 2 en Fa M                                                 | inici de 1775  | Múnic             |
| 281         | 189f   | Sonata per a piano núm. 3 en si♭ M                                                | inici de 1775  | Múnic             |
| 282         | 189g   | Sonata per a piano núm. 4 en Mi♭ M                                                | inici de 1775  | Múnic             |
| 283         | 189h   | Sonata per a piano núm. 5 en Mi♭ M                                                | inici de 1775  | Múnic             |
| 200         | 189k   | Simfonia núm. 28 en Do M                                                          | ~17-11-1773    | Salzburg          |
| 196         | 196    | La finta giardiniera, òpera bufa en 3 actes                                       | 13-1-1775      | Múnic             |
| Anh.16      | 196a   | Kyrie per a cor a 4 veus i orq.                                                   | 1787-1789      |                   |
| 220         | 196b   | Missa brevis núm. 10 en do major, "Missa dels pardals", «Spatzenmesse»            | 1775-1776      |                   |
| 292         | 196c   | Sonata en si♭ major per a fagot i violoncel                                       | inici de 1775  | Múnic             |
|             | 196d   | Concert per a fagot en fa major (sense instrumentació)                            | 1775           |                   |
| 222         | 205a   | Misericordias Domini, ofertori «de tempore» per a cor, orquestra i orgue          | inici de 1775  | Múnic             |
| 284         | 205b   | Sonata per a piano núm. 6 en Re M, «Durnitz»                                      | inici de 1775  | Múnic             |
|             | 206a   | Concert en Fa M per a violoncel i orquestra                                       | 1775           |                   |
| 207         | 207    | Concert núm. 1 en si♭M per a violí i orq.                                         | primv. 1773    | Salzburg          |
| 121         | 207a   | Finale en Re M d'una simfonia o d'un divertiment                                  | 1775           | Salzburg          |
| 208         | 208    | Il re pastore, drama musical en 2 actes                                           | 23-4-1775      | Salzburg          |
| 209         | 209    | «Si mostra la sorte», ària per a tenor i orq.                                     | 19-5-1775      | Salzburg          |
|             | 209a   | «Un dente guasto e gelato», ària per a tenor amb violí, cor, baix                 | < 1775         |                   |
| 210         | 210    | «Con ossequio, con rispetto», ària per a tenor i orq.                             | maig 1775      | Salzburg          |
| 152         | 210a   | «Ridente la calma», canzona per a veus i piano                                    | 1772-1775      |                   |
| 211         | 211    | Concert núm. 2 en Re M per a violí i orq.                                         | 14-6-1775      | Salzburg          |
| 212         | 212    | Sonata d'església núm. 6 en si♭M per a orgue i corda                              | juliol 1775    | Salzburg          |
| 213         | 213    | Divertimento núm. 8 en Fa M per a instruments de vent                             | juliol 1775    | Salzburg          |
| 204         | 213a   | Serenata núm. 5 en re major                                                       | 5-8-1775       | Salzburg          |
| 215         | 213b   | Marxa en Re M                                                                     | agost 1775     | Salzburg          |
| 102         | 213c   | Finale en Do M d'una simfonia                                                     | 1775           | Salzburg          |
| 214         | 214    | Marxa en Do M per a orq.                                                          | 20-8-1775      | Salzburg          |
| 216         | 216    | Concert núm. 3 en Sol M «Strasbourg» per a violí i orq.                           | 12-9-1775      | Salzburg          |
| 217         | 217    | «Voi avete un cor fedele», ària per a soprano i orq.                              | 26-10-1775     | Salzburg          |
| 218         | 218    | Concert núm. 4 en Re M per a violí i orq.                                         | oct. 1775      | Salzburg          |
| 219         | 219    | Concert núm. 5 en La M «Turkish» per a violí i orq.                               | 20-12-1775     | Salzburg          |
| 238         | 238    | Concert per a piano núm. 6 en si♭ M                                               | gener 1776     | Salzburg          |
| 239         | 239    | Serenata núm. 6 en Re M, «Serenata nocturna», per a 2 petites orq.                | gener 1776     | Salzburg          |
| 240         | 240    | Divertimento núm. 9 en si♭M per a instruments de vent                             | gener 1776     | Salzburg          |
| 252         | 240a   | Divertimento núm. 12 en Mi♭M per a instruments de vent                            | inici de 1776  | Salzburg          |
| 188         | 240b   | Divertimento núm. 6 en Do M per a orq.                                            | 1773           | Salzburg          |
| 241         | 241    | Sonata d'església núm. 9 en Sol M per a orgue i corda                             | gener 1776     | Salzburg          |
| 224         | 241a   | Sonata d'església núm. 7 en Fa M per a orgue i corda                              | inici de 1776  | Salzburg          |
| 225         | 241b   | Sonata d'església núm. 8 en La M per a orgue i corda                              | inici de 1776  | Salzburg          |
| 242         | 242    | Concert per a 3 pianos núm. 7 en Fa M, «Lodron»                                   | febrer 1776    | Salzburg          |
| 243         | 243    | Litaniae de Venerabili Altaris Sacramento (solistes, cor, orgue i orq.)           | març 1776      | Salzburg          |
| 244         | 244    | Sonata d'església núm. 10 en Fa M per a orgue i corda                             | abril 1776     | Salzburg          |
| 245         | 245    | Sonata d'església núm. 11 en Re M per a orgue i corda                             | abril 1776     | Salzburg          |
| 246         | 246    | Concert per a piano núm. 8 en Do M, «Lützow»                                      | abril 1776     | Salzburg          |
| 262         | 246a   | Missa Longa en Do M per a solistes, cor, orgue i orq.                             | ~1776          | Salzburg          |
| 288         | 246c   | Divertimento en Fa M per a orq.                                                   | estiu 1776     | Salzburg          |
| 247         | 247    | Divertimento núm. 10 en Fa M per a orq.                                           | juny 1776      | Salzburg          |
| 248         | 248    | Marxa en Fa M per a orq.                                                          | juny 1776      | Salzburg          |
| 260         | 248a   | «Venite, populi», ofertori (2 cors, 2 violins ad lib, baix i orgue)               | ~juny 1776     | Salzburg          |
| 250         | 248b   | Serenata núm. 7 en Re M, «Haffner», per a orq.                                    | juliol 1776    | Salzburg          |
| 249         | 249    | Marxa en Re M per a orq.                                                          | 20-7-1776      | Salzburg          |
| 101         | 250a   | Serenata núm. 2 en Fa M «Contradansa» per a orq.                                  | ~inici de 1776 | Salzburg          |
| 251         | 251    | Divertimento núm. 11 en Re M per a orq.                                           | juliol 1776    | Salzburg          |
| 253         | 253    | Divertimento núm. 13 en Fa M per a instruments de vent                            | agost 1776     | Salzburg          |
| 254         | 254    | Trio núm. 1 en si♭M «Divertimento» per a piano i corda                            | agost 1776     | Salzburg          |
| 255         | 255    | «Io ti lascio», recitatiu i ària en rondó, per a contralt i orq.                  | set. 1776      | Salzburg          |
| 256         | 256    | «Clarice cara mia sposa», ària bufa per a tenor i orq.                            | set. 1776      | Salzburg          |
| 257         | 257    | Missa brevis núm. 11 en do major, "Missa Credo", «Credomesse»                     | 1775-1777      | Salzburg          |
| 258         | 258    | Missa brevis núm. 7 en do major «Piccolomini»                                     | 1775-1777      | Salzburg          |
| Anh.13      | 258a   | Kyrie en Do M per a cor a 4 veus i orquestra [fragment]                           | 1787-1791      |                   |
| 259         | 259    | Missa brevis en do major, "Solo d'orgue", «Orgelsolomesse»                        | 1775-1777      | Salzburg          |
| 261         | 261    | Adagio en Mi M per a violí i orq.                                                 | 1776           | Salzburg          |
| 269         | 261a   | Rondó en si♭M per a violí i orq.                                                  | 1775-1777      | Salzburg          |
| 263         | 263    | Sonata d'església núm. 12 en Do M per a orgue i orq.                              | des. 1776      | Salzburg          |
| 286         | 269a   | Serenata núm. 8 en Re M «Notturno» per a 4 orchestres                             | ~gener 1777    | Salzburg          |
|             | 269b   | Quatre contradanses per a J. R. Graf Czernin (sense instrumentar)                 | gener 1777     | Salzburg          |
| 270         | 270    | Divertimento núm. 14 en si♭M per a instruments de vent                            | gener 1777     | Salzburg          |
| 271         | 271    | Concert per a piano núm. 9 en Mi♭ M, «Jeunehomme»                                 | gener 1777     | Salzburg          |
| 267         | 271c   | Quatre contradanses                                                               | inici de 1777  | Salzburg          |
| 274         | 271d   | Sonata d'església núm. 13 en Sol M per a orgue i corda                            | 1777           | Salzburg          |
| 278         | 271e   | Sonata d'església núm. 14 en Do M «pro festis Palii» per a orgue i orq.           | ~abril 1777    |                   |
| 266         | 271f   | Sonata/Trio en si♭M per a corda                                                   | primv. 1777    | Salzburg          |
| 289         | 271g   | Divertimento núm. 16 en Mi♭M per a instruments de vent                            | ~estiu 1777    | Salzburg          |
| 287         | 271H   | Divertimento núm. 15 en si♭M «Zweite Lodronische Nachtmusik»                      | juny 1777      | Salzburg          |
| 271a        | 271i   | Concert núm. 7 en Re M per a violí i orq.                                         | 16-7-1777      | Salzburg          |
|             | 271k   | Concert en Fa M «Ferlandis» per a oboè i orquestra [perdut]                       | 1777           | Salzburg          |
| 272         | 272    | «Ah, t'invola... Deh, non vacar», recitatiu, ària i cavatina (soprano i orq.)     | agost 1777     | Salzburg          |
| 277         | 272a   | «Alma Dei creatoris», ofertori «de Beata Maria Virginis»                          | mitjans 1777   | Salzburg          |
| 275         | 272b   | Missa brevis en si♭M (solistes, cor, 2 violins, baix i orgue)                     | < 23-9-1777    | Salzburg          |
| 273         | 273    | «Sancta Maria, mater Dei», "graduale" per a cor a 4 veus, corda i orgue           | 9-9-1777       | Salzburg          |
|             | 284a   | Quatre preludis per a piano [perdut]                                              |                |                   |
| 309         | 284b   | Sonata per a piano núm. 7 en Do M                                                 | ~nov. 1777     | Mannheim          |
| 311         | 284c   | Sonata per a piano núm. 9 en Re M                                                 | ~nov. 1777     | Mannheim          |
| 307         | 284d   | «Oiseaux, si tous les ans», arieta per a veus i piano                             | inici de 1778  | Mannheim          |
|             | 284e   | Instrumentació d'un Concert per a 2 flautes de J. B. Wendling [perdut]            | 1777           |                   |
| 285         | 285    | Quartet per a flauta, violí, viola i violoncel núm. 1 en Re M                     | 25-12-1777     | Mannheim          |
|             | 285a   | Quartet per a flauta, violí, viola i violoncel núm. 2 en Sol M                    | inici de 1778  | Mannheim          |
| Anh. 171    | 285b   | Quartet per a flauta, violí, viola i violoncel núm. 3 en Do M                     | 1781-1782      | Viena             |
| 313         | 285c   | Concert per a flauta i orquestra núm. 1 en Sol M                                  | inici de 1778  | Mannheim          |
| 314         | 285d   | Concert núm. 2 en Re M per a flauta i orquestra                                   | inici de 1778  | Mannheim          |
| 315         | 285e   | Andante en Do M per a flauta i orq.                                               | inici de 1778  | Mannheim          |
| 301         | 293a   | Sonata per a violí i piano núm. 18 en Sol M                                       | febrer 1778    | Mannheim          |
| 302         | 293b   | Sonata núm. 19 en Mi♭M per a violí i piano                                        | febrer 1778    | Mannheim          |
| 303         | 293c   | Sonata núm. 20 en Do M per a violí i piano                                        | febrer 1778    | Mannheim          |
| 305         | 293d   | Sonata per a violí i piano núm. 22 en La M                                        | primv. 1778    | París             |
|             | 293e   | Dinou cadences vocals per a 3 àries de Johann Christian Bach                      | 1778           |                   |
| 294         | 294    | «Non sò d'onde viene», recitatiu i ària per a soprano i orq.                      | 24-2-1778      | Mannheim          |
| 295         | 295    | «Se al labbro mio non credi... Il cor dolente», àries per a tenor i orq.          | 27-2-1778      | Mannheim          |
| 486a        | 295a   | «Basta, vincesti... Ah non lasciarmi», recitatiu i ària per a soprano i orq.      | 27-2-1778      | Mannheim          |
| 308         | 295b   | «En un bois solitaire», arieta per a veus i piano                                 | 1777-1778      | Mannheim          |
| 296         | 296    | Sonata per a violí i piano núm. 17 en Do M                                        | 11-3-1778      | Mannheim          |
| 322         | 296a   | Kyrie per a solistes (SA), cor a 4 veus i orquestra [fragment]                    | 1778-1779      |                   |
| Anh.12      | 296b   | = 296a                                                                            | 1778-1779      |                   |
|             | 296c   | Sanctus en Mi♭M per a 4 veus, oboè, violí i baix [esbós]                          | 1779-1780      | Salzburg          |
| Anh.1       | 297a   | Vuit fragments per al «Miserere» de I. Holzbauer (cor i orq.) [perdut]            | 1778           |                   |
| Anh.9       | 297B   | Simfonia concertant en Mi♭M (oboè, clarinet, trompa, fagot i orq.) [dubtosa]      | abril 1778     | París             |
| 299         | 297c   | Concert per a flauta, arpa i orquestra en Do M                                    | abril 1778     | París             |
| 298         | 298    | Quartet per a flauta, violí, viola i violoncel núm. 4 en La M                     | 1786-1787      | Viena             |
| 354         | 299a   | Dotze variacions en Mi♭ M (de «Je suis Lindor» de A. L. Baudron)                  | 1778           | París             |
| Anh.10      | 299b   | «Les Petits Riens», obertura i danses (ballet «Le finte gemelle» de Noverre)      | < 11-6-1778    | París             |
|             | 299c   | Música de ballet (16 números) [esbós]                                             | 1778?          | París?            |
| Anh.103     | 299d   | La chasse en La M/la menor, rondó per a orquestra [fragment]                      | 1778?          | París?            |
| 300         | 300    | Gavota en si♭M per a orq.                                                         | 1778           | París             |
| 297         | 300a   | Simfonia núm. 31 en Re M «París»                                                  | ~juny 1778     | París             |
| 316         | 300b   | «Io non chiedo, eterni Dei», recitatiu i ària per a soprano i orq.                | 8-1-1779       | Múnic             |
| 304         | 300c   | Sonata núm. 21 en Mi M per a violí i piano                                        | estiu 1778     | París             |
| 310         | 300d   | Sonata per a piano núm. 8 en la m                                                 | estiu 1778     | París             |
| 265         | 300e   | Dotze variacions en Do M per a piano («Ah, vous dirais-je maman»)                 | 1778           | París             |
| 353         | 300f   | Dotze variacions en Mi♭M per a piano («La belle Françoise»)                       | 1778           | París             |
| 395         | 300g   | Capriccio/Preambulum en Do M per a piano                                          | oct. 1777      | Múnic             |
| 330         | 300h   | Sonata per a piano núm. 10 en Fa M                                                | 1783           | Viena o Salzburg  |
| 331         | 300i   | Sonata per a piano núm. 11 en La M, «Alla turka»                                  | 1783           | Viena o Salzburg  |
| 332         | 300k   | Sonata per a piano núm. 12 en Fa M                                                | 1783           | Viena o Salzburg  |
| 306         | 300l   | Sonata núm. 23 en Re M per a violí i piano                                        | estiu 1778     | París             |
| Anh.3       | 315b   | Escena per a tenor i orquestra (per al cantant Giusto Fernando Tenducci)          | 1778           |                   |
| 333         | 315c   | Sonata per a piano núm. 13 en si♭ M, «Linz»                                       | final 1783     | Linz              |
| 264         | 315d   | Nou variacions en Do M per a piano («Lison dormait» de N. Dezède)                 | set. 1778      | París             |
| Anh.11      | 315e   | Música per a «Semiramis» d'Otto Freiherrn von Gemmingen [perdut]                  | 1778           |                   |
| Anh.56      | 315f   | Concert en Re M per a piano i violí [fragment]                                    | 1778           | Mannheim          |
|             | 315g   | Vuit minuets amb trio per a piano                                                 | ~inici1779     | Salzburg          |
| 365         | 316a   | Concert per a 2 pianos núm. 10 en Mi♭ M                                           | inici de 1779  | Salzburg          |
| 317         | 317    | Missa de la Coronació, «Krönungsmesse»                                            | 23-3-1779      | Salzburg          |
| 329         | 317a   | Sonata d'església núm. 16 en Do M per a orgue i orq.                              | març 1779      | Salzburg          |
| 146         | 317b   | «Kommet her, ihr frechen Sünder», passionslied (S, corda i orgue)                 | ~abril 1779    | Salzburg          |
| 328         | 317c   | Sonata d'església núm. 15 en Do M per a orgue i corda                             | inici de 1779  | Salzburg          |
| 378         | 317d   | Sonata núm. 26 en si♭M per a violí i piano                                        | inici de 1779  | Salzburg          |
| 318         | 318    | Simfonia núm. 32 en Sol M                                                         | 26-4-1779      | Salzburg          |
| 319         | 319    | Simfonia núm. 33 en si♭ M                                                         | 9-7-1779       | Salzburg          |
| 320         | 320    | Serenata núm. 9 en Re M «Posthorn»                                                | 3-8-1779       | Salzburg          |
| 335         | 320a   | Dues marxes en Re M per a orq.                                                    | agost 1779     | Salzburg          |
| 334         | 320b   | Divertimento núm. 17 en Re M per a quartet de corda i 2 trompes                   | 1779-1780      | Salzburg          |
|             | 320B   | Divertimento en Re M [fragment]                                                   | ~1772-1773     |                   |
| 445         | 320c   | Marxa en Re M per a orq.                                                          | estiu 1780     | Salzburg          |
| 364         | 320d   | Simfonia concertant en Mi♭M per a violí i viola i orquestra                       | 1779           | Salzburg          |
| 1nh. 104    | 320e   | Simfonia concertant per a tres instruments (violí, viola, violoncel)              | 1779           | Salzburg          |
| 321         | 321    | «Vesperae solennes de Dominica», per a solistes, cor, orgue i orq.                | 1779           | Salzburg          |
|             | 321a   | Magnificat per a solistes, cor, orgue i orq.                                      | 1779           | Salzburg          |
| 276         | 321b   | «Regina Coeli», motet per a solistes, cor, orgue i orq.                           | ~1779          | Salzburg          |
| 323         | 323    | Kyrie per a cor, orgue i orq.                                                     | 1787-1789      |                   |
| Anh.20      | 323a   | Gloria en Do M [fragment]                                                         | 1787-1789      |                   |
| 345         | 336a   | = 173d                                                                            | 1779           | Salzburg          |
| 344         | 336b   | Zaide (Das Serail), singspiel en 2 actes                                          | 1779-1780      | Salzburg          |
| 343         | 336c   | Dos cants d'església alemanys per a veus i baix                                   | inici de 1787  | Praga o Viena     |
| 336         | 336d   | Sonata d'església núm. 17 en Do M per a orgue i corda                             | març 1780      | Salzburg          |
| 337         | 337    | Missa «Solemnis» en Do M per a solistes, cor, orgue i orq.                        | març 1780      | Salzburg          |
| 338         | 338    | Simfonia núm. 34 en Do M                                                          | 29-8-1780      | Salzburg          |
| 339         | 339    | «Vesperae Solennes de Confessore», per a solistes, cor, orgue i orq.              | 1780           | Salzburg          |
| 392         | 340a   | «Verdankt sei es dem Glanz der Großen», lied per a veus i piano                   | 1781-1782      | Viena             |
| 391         | 340b   | «Sei del mein Trost», lied per a veus i piano                                     | 1781-1782      | Viena             |
| 390         | 340c   | «Ich würd' auf meinem Pfad», lied per a veus i piano                              | 1781-1782      | Viena             |
| 363         | 363    | Tres minuets                                                                      | 1780           | Salzburg          |
| Anh.11a     | 365a   | «Warum, o Liebe», lied recitatiu i ària [perdut]                                  | nov. 1780      | Múnic             |
| 366         | 366    | «Idomeneo, Rè de Creta» òpera seria en 3 actes                                    | 29-1-1781      | Salzburg i Múnic  |
| 367         | 367    | «Idomeneo», música de ballet                                                      | gener 1781     | Múnic             |
| 349         | 367a   | «Die Zufriedenheit», lied per a veus i mandolina                                  | inici de 1781  | Múnic             |
| 351         | 367b   | «Komm, liebe Zither, komm» lied per a soprano o tenor i mandolina                 | inici de 1781  | Múnic             |
| 368         | 368    | «Sperai vicino il lido», recitatiu i ària per a soprano i orq.                    | gener 1781     | Múnic             |
| 341         | 368a   | Kyrie per a cor a 4 veus i orquestra i orgue                                      | 1787-1791      | Viena             |
| 370         | 368b   | Quartet en Fa M per a oboè i corda                                                | inici de 1781  | Múnic             |
| 369         | 369    | «Ah! non son'io che parlo», recitatiu i ària per a soprano i orq.                 | 8-3-1781       | Múnic             |
| 361         | 370a   | Serenata núm. 10 en si♭M, «Gran Partita», per a instruments de vent               | 1783-1784      | Viena             |
|             | 370b   | Moviment en Mi♭M d'un Concert per a trompa                                        | < 21-3-1781    | Viena             |
| 371         | 371    | Rondó, en Mi♭M, d'un Concert per a trompa                                         | 21-3-1781      | Viena             |
| 372         | 372    | Allegro en si♭M d'una Sonata per a piano i violí                                  | 24-3-1781      | Viena             |
| 400         | 372a   | Allegro en si♭M per a piano                                                       | 1781           | Viena?            |
| 373         | 373    | Rondó en Do M per a violí i orq.                                                  | 2-4-1781       | Viena             |
| 379         | 373a   | Sonata núm. 27 en Sol M per a violí i piano                                       | abril 1781     | Viena             |
| 374         | 374    | «Or che il cielo a me ti rende», recitatiu i ària per a soprano i orq.            | abril 1781     | Viena             |
| 359         | 374a   | 12 Variacions en Sol M per a violí i piano («La bergère Célimène»)                | juny 1781      | Viena             |
| 360         | 374b   | Sis variacions en Sol M per a violí i piano («Hélas, j'ai perdut mon amant»)      | juny 1781      | Viena             |
| 352         | 374c   | Vuit variacions en Fa M per a piano («Dieu d'amour», A. E. Grétry)                | juny 1781      | Viena             |
| 376         | 374d   | Sonata núm. 24 en Fa M per a violí i piano                                        | estiu 1781     | Viena             |
| 377         | 374e   | Sonata per a violí i piano núm. 25 en Fa M                                        | estiu 1781     | Viena             |
| 380         | 374f   | Sonata núm. 28 en Mi♭M per a violí i piano                                        | estiu 1781     | Viena             |
| Anh.46      | 374g   | Andantino en Sol M per a piano i violoncel                                        | estiu 1781     | Viena             |
| 375         | 375    | Serenata núm. 11 en Mi♭M per a instruments de vent                                | <15-10-1781    | Viena             |
| 448         | 375a   | Sonata en Re M per a 2 pianos                                                     | nov. 1781      | Viena             |
| Anh.42      | 375b   | Sonata en si♭M per a 2 pianos                                                     | primv. 1782    | Viena             |
| Anh.43      | 375c   | Sonata en si♭M per a 2 pianos                                                     | primv. 1782    | Viena             |
| Anh.45      | 375d   | Fuga en Sol M per a 2 pianos                                                      | 1782           | Viena             |
| 401         | 375e   | Fuga en sol menor per a piano                                                     | 1782           | Viena             |
| 153         | 375f   | Fuga en Mi♭M per a piano [inacabada]                                              | 1782           | Viena             |
| Anh.41      | 375g   | Fuga en Mi M per a piano [fragment]                                               | 1776-1777      | Salzburg?         |
|             | 375h   | Fuga en Fa M per a piano [fragment]                                               | 1782-1783      | Viena?            |
| 382         | 382    | Rondó en Re M per a piano i orq.                                                  | febrer 1782    | Viena             |
| 229         | 382a   | «Sie ist dahin» cànon en Do M per a 3 veus                                        | 1782           | Viena             |
| 230         | 382b   | «Selig, selig alle», cànon en Do M a 2 veus                                       | 1782           | Viena             |
| 231         | 382c   | «Leck mich im Arsch», cànon en si♭M a 6 veus                                      | 1782           | Viena             |
| 233         | 382d   | «Leck mir den Arsch fein recht schön sauber», cànon en si♭M a 3 veus              | 1782           | Viena             |
| 234         | 382e   | «Bei der Hitz im Sommer eß ich», cànon en Sol M a 3 veus                          | 1782           | Viena             |
| 347         | 382f   | «Wo der perlende Wein im Glase blinkt», cànon en Re M (2 S, 4 T)                  | 1782           | Viena             |
| 348         | 382g   | «V'amo de core», cànon en Sol M per a 3 cors a 4 veus                             | 1782           | Viena             |
| 119         | 382h   | «Der Liebe himmlisches Gefühl», ària per a soprano i orq.                         | 1782           | Viena             |
| 383         | 383    | «Nehmt meinen Dank, ihr holden Gönner !», ària per a soprano i orq.               | 10-4-1782      | Viena             |
| 394         | 383a   | Fantasia/Preludi i fuga en Do M per a piano                                       | abril 1782     | Viena             |
| Anh.33 i 40 | 383b   | Fuga en Fa M per a piano [fragment]                                               | primv. 1782    | Viena             |
| Anh.38      | 383c   | Tema i variacions en Do M per a piano                                             | primv. 1782    | Viena             |
| Anh.32      | 383C   | Fantasia en Fa M per a piano                                                      | 1789           |                   |
| Anh.39      | 383d   | Fuga en Do M per a piano                                                          | primv. 1782    | Viena             |
| 408/1       | 383e   | Marxa en Do M                                                                     | 1782           | Viena             |
| 408/3       | 383F   | Marxa en Do M                                                                     | 1782           | Viena             |
| 409         | 383f   | Simfonia/Gran Minuet en Do M                                                      | 1782           | Viena             |
| Anh.100     | 383g   | Petita simfonia burlesca en Re M                                                  | 1782           |                   |
| 440         | 383h   | «In te spero, oh sposo amato», ària per a soprano i orq.                          | primv. 1782    | Viena             |
|             | 383i   | Obertura o Moviment de Simfonia en Do M [esbós]                                   |                |                   |
| 384         | 384    | El rapte en el serrall, òpera còmica en 3 actes                                   | 16-7-1782      | Viena             |
| 388         | 384a   | Serenata núm. 12 en Do M «Nachtmusik», per a instruments de vent                  | 1782           | Viena             |
| 389         | 384A   | «Welch ängstliches Beben», duet per a 2 tenors i orq.                             | maig 1782      | Viena             |
|             | 384b   | Marxa en si♭M per a instruments de vent [fragment]                                | juliol 1782    | Viena             |
|             | 384B   | Andante en Mi♭M per a instruments de vent [fragment]                              | 1782           | Viena             |
| Anh.96      | 384c   | Allegro en si♭M per a instruments de vent                                         | juliol 1782    | Viena             |
| 385         | 385    | Simfonia núm. 35 en Re M, «Haffner»                                               | juliol 1782    | Viena             |
| 408/2       | 385a   | Marxa en Re M                                                                     | agost 1782     | Viena             |
| 393         | 385b   | «Solfeggi», exercicis de solfeig per a veus                                       | agost 1782     | Viena             |
| 403         | 385c   | Sonata núm. 30 en Do M per a piano i violí [fragment]                             | 1782           |                   |
| 404         | 385d   | Andante i Allegretto en Do M per a piano i violí                                  | 1782           |                   |
| 402         | 385e   | Sonata per a violí i piano núm. 29 en La M (fragment)                             | 1782           |                   |
| Anh.48      | 385E   | Sonata en La M per a piano i violí                                                | 1782           | Viena             |
| 396         | 385f   | Fantasia/Adagio en Do M per a piano                                               | set. 1782      | Viena             |
| 397         | 385g   | Fantasia en Re M per a piano                                                      | 1782           | Viena             |
| Anh.34      | 385h   | Adagio en Re M per a piano                                                        |                |                   |
| 399         | 385i   | Suite en Do M per a piano [fragment]                                              | 1782           | Viena             |
| 154         | 385k   | Fuga en Sol M per a piano                                                         | 1782           | Viena             |
|             | 385o   | Fragments d'un concert en La M per a piano (cf. 385p)                             | 1782           | Viena             |
| 414         | 385p   | Concert per a piano núm. 12 en La M                                               | tardor 1782    | Viena             |
| 386         | 386    | Rondó en La M per a piano i orq.                                                  | 19-10-1782     | Viena             |
| 412         | 386b   | Concert per a trompa núm. 1 en Re M                                               | 1791           | Viena             |
| 407         | 386c   | Quintet per a trompa i corda en Mi♭M                                              | final 1782     | Viena             |
| Anh.25      | 386d   | Oda en Re M per a veus i piano per a «La prise de Gibraltar» de Denis             | final 1782     | Viena             |
| 387         | 387    | Quartet de corda núm. 14 en Sol M                                                 | 31-12-1782     | Viena             |
| 413         | 387a   | Concert per a piano núm. 11 en Fa M                                               | inici de 1783  | Viena             |
| 415         | 387b   | Concert per a piano núm. 13 en Do M                                               | primv. 1783    | Viena             |
|             | 404a   | Arranjaments de 6 preludis i fugues de J. S. i W.F. Bach                          | 1782           | Viena             |
| 443         | 404b   | Fuga en Sol M a tres veus                                                         | 1782           | Viena             |
| 405         | 405    | Adaptació en quartet de corda de fugues de Johann Sebastian Bach                  | 1782           | Viena             |
| Anh.77      | 405a   | Fuga en Do M per a 2 violins, viola i violoncel [fragment]                        | ~1782-1784     | Viena             |
| 416         | 416    | Mia speranza adorata !..., recitatiu i rondó per a soprano i orq.                 | 8-1-1783       | Viena             |
| Anh.28      | 416a   | Òpera alemanya [perduda]                                                          | 1783           |                   |
| 435         | 416b   | Mußt ich auch durch tausfinals Drachen, ària per a tenor i orq.                   | 1783           | Viena             |
| 433         | 416c   | Männer suchen stets zu naschen, ària per a baix i orq.                            | 1783           | Viena             |
| 446         | 416d   | Música per a una pantomima [fragment]                                             | febrer 1783    | Viena             |
| 398         | 416e   | Sis variacions en Fa M per a piano (Salve tu, Domine de Paisiello)                | 1783-1784      | Viena             |
| 293         | 416f   | Concert per a oboè en Fa M                                                        | nov. 1778      | Mannheim          |
| 417         | 417    | Concert per a trompa núm. 2 en Mi♭ M                                              | 27-5-1783      | Viena             |
| 427         | 417a   | Gran missa en do menor                                                            | 1783           | Viena             |
| 421         | 417b   | Quartet de corda núm. 15 en Re M                                                  | ~17-6-1783     | Viena             |
|             | 417B   | Estudis contrapuntístics (del Cum Sancto Spiritu, missa KV 417a)                  |                |                   |
| Anh.76      | 417c   | Fuga en Re M per a 2 violins, viola i violoncel                                   | ~1782-1784     | Viena             |
| Anh.84      | 417d   | Quintet en Mi M per a corda [fragment]                                            | ~juny 1783     | Viena             |
| 178         | 417e   | Ah ! spiegarti, oh Dio, ària per a soprano i piano                                | juny 1783      | Viena             |
| 418         | 418    | Vorrei spiegarvi, oh Dio !, àries per a soprano i orq.                            | 20-6-1783      | Viena             |
| 419         | 419    | No, che non sei capace, ària per a soprano i orq.                                 | juny 1783      | Viena             |
| 420         | 420    | Per pietà, non ricercate, ària per a tenor i orq.                                 | 21-6-1783      | Viena             |
| 432         | 421a   | Così dunque tradisci..., recitatiu i ària per a baix i orq.                       | 1783           | Viena             |
| 428         | 421b   | Quartet de corda núm. 16 en Mi♭ M                                                 | estiu 1783     | Viena             |
| 422         | 422    | L'oca del Cairo, òpera bufa en 2 actes                                            | finals 1783    | Salz./Viena       |
| Anh.14      | 422a   | Kyrie per a 4 veus, 2 violins, viola, baix, 2 oboès i fagot [fragment]            | 1787-1789      |                   |
| K. 423      | K. 423 | Duo per a violí i viola en Mi M                                                   | mitjans 1783   | Salzburg          |
| K. 424      | K. 424 | Duo per a violí i viola en si♭ M                                                  | mitjans 1783   | Salzburg          |
| 430         | 424a   | Lo sposo deluso, òpera bufa en 2 actes                                            | finals 1783    | Salz./Viena       |
| 425         | 425    | Simfonia núm. 36 en Do M «Linz»                                                   | ~nov. 1783     | Linz              |
| 444         | 425a   | Simfonia núm. 37 (introducció per a una simfonia de Michael Haydn)                | nov. 1783      | Linz              |
| 431         | 425b   | Aura, che intorno spiri, recitatiu i ària per a tenor i orq.                      | des. 1783      | Viena             |
| 426         | 426    | Fuga en do menor per a 2 pianos                                                   | 29-12-1783     | Viena             |
| Anh.44      | 426a   | Allegro en do menor per a 2 pianos [fragment]                                     | des. 1783      | Viena             |
| 436         | 436    | Ecco quel fiero istante, nocturn (2 S, B, i 3 corno di b.)                        | 1783           | Viena             |
| 437         | 437    | Mi lagnerò tacendo, nocturn (2 S, B, 2 clarinets i corno di b.)                   | 1783           | Viena             |
| 438         | 438    | Se lontan, ben mio, tu sei, nocturn (2 S, B, 2 clarinets i corno di b.)           | 1783           | Viena             |
| 439         | 439    | Due pupille amabili, nocturn (2 S i 3 corno di b.)                                | 1783           | Viena             |
| 346         | 439a   | Luci care, luci belle, nocturn (2 S, B, i 3 corno di b.)                          | 1783           | Viena             |
|             | 439b   | Cinc divertiments per a 2 clarinets i fagot (o 3 corno di b.)                     | 1783-1788      |                   |
| 441         | 441    | Liebes Manndel, wo ist's Bandel?, trio (S, T, B i corda)                          | ~1783          | Viena             |
|             | 441a   | Ja ! Grüß dich Gott, lied còmic per a baix [fragment]                             | ~1783          | Viena?            |
| 442         | 442    | Trio núm. 2 en Re M per a piano i corda [fragment]                                | ~1783          | Viena             |
| 447         | 447    | Concert per a trompa núm. 3 en Mi♭ M                                              | ~1787          | Viena             |
| 461         | 448a   | Sis minuets per a orq.                                                            | 1784           | Viena             |
| 462         | 448b   | Sis contradanses per a 2 violins i baix                                           | gener 1784     | Viena             |
| 463         | 448c   | Dos minuets i contradanses                                                        | gener 1784     | Viena             |
| 449         | 449    | Concert per a piano núm. 14 en mi ♭ M                                             | 9-2-1784       | Viena             |
| 450         | 450    | Concert per a piano núm. 15 en si ♭ M                                             | 15-3-1784      | Viena             |
| 451         | 451    | Concert per a piano núm. 16 en re M                                               | 22-3-1784      | Viena             |
| 452         | 452    | Quintet per a piano, oboè, clarinet, trompa i fagot en Mi ♭ M                     | 30-3-1784      | Viena             |
| Anh.54      | 452a   | Quintet per a piano, oboè, clarinet, corno di b. i fagot en Si ♭ M                | 1784           | Viena             |
| Anh.55      | 452b   | Primer moviment d'un concert en Re M per a piano i orq.                           |                |                   |
| Anh.65      | 452c   | Moviment central d'un concert en Do M per a piano [fragment]                      | Primv. 1784    | Viena             |
| 453         | 453    | Concert per a piano núm. 17 en sol major                                          | 12-4-1784      | Viena             |
|             | 453a   | Marxa funebre del Signor Maestro Contrapunto en Do M per a piano                  | 1784           | Viena             |
|             | 453b   | Quadern d'exercicis per a Barbara Ployer i F. J. Freystädtlers                    | 1784           | Viena             |
| 454         | 454    | Sonata per a violí i piano núm. 32 en si♭ M, «Strinasacchi»                       | 21-4-1784      | Viena             |
| 460         | 454a   | Vuit variacions en La M per a piano (Come un agnello de G. Sarti)                 | juny 1784      | Viena             |
| 455         | 455    | Deu variacions en Sol M per a piano (Unser dummer Pobel meint de Gluck)           | 25-8-1784      | Viena             |
| 456         | 456    | Concert per a piano núm. 18 en Si ♭ M «Paradis»                                   | 30-9-1784      | Viena             |
| 457         | 457    | Sonata per a piano núm. 14 en do m                                                | 14-10-1784     | Viena             |
| 458         | 458    | Quartet de corda núm. 17 en Si ♭ M «Jagd»                                         | 9-11-1784      | Viena             |
| Anh.75      | 458a   | Minuet en Sol M per a 2 violins, viola i violoncel [fragment]                     | nov. 1784?     | Viena             |
| Anh.71      | 458b   | Rondó en Si ♭ M per a un quartet de corda [fragment]                              | ~nov. 1784     | Viena             |
| 459         | 459    | Concert per a piano núm. 19 en fa major «Coronació»                               | 11-12-1784     | Viena             |
| Anh.59      | 459a   | Moviment lent en Do M per a un Concert per a piano i orq.                         | finals 1784    | Viena             |
| 464         | 464    | Quartet de corda núm. 18 en La M                                                  | 10-1-1785      | Viena             |
| Anh.72      | 464a   | Moviment en La M per a quartet a corda                                            | ~1784-1785     | Viena             |
| 465         | 465    | Quartet de corda núm. 19 en Do M «Dissonància»                                    | 14-1-1785      | Viena             |
| 466         | 466    | Concert per a piano núm. 20 en re menor                                           | 10-2-1785      | Viena             |
| 467         | 467    | Concert per a piano núm. 21 en do major                                           | 9-3-1785       | Viena             |
| 468         | 468    | Gesellenreise, lied per a veus, orgue o piano                                     | 26-3-1785      | Viena             |
| 429         | 468a   | Dir, Seele des Weltalls, cantata per a 2 tenors i baix i orq.                     | > 1783         | Viena             |
| 469         | 469    | Davide penitente, oratori per a 3 solistes (SST) i cor i orq.                     | 1783-1785      | Viena             |
| 470         | 470    | Andante en La M per a violí i orq.                                                | 1785           |                   |
|             | 470a   | Partitura per trompeta i timbales (Concert per a violí de G. B. Viotti)           | ~abril 1785    | Viena?            |
| 471         | 471    | Die Maurerfreude, cantata per a tenor solo, cor d'homes (TTB) i orq.              | 20-4-1785      | Viena             |
| 472         | 472    | Der Zauberer, lied per a veus i piano                                             | 7-5-1785       | Viena             |
| 473         | 473    | Die Zufriedenheit, lied per a veus i piano                                        | 7-5-1785       | Viena             |
| 474         | 474    | Die betrogene Welt, lied per a veus i piano                                       | 7-5-1785       | Viena             |
| 475         | 475    | Fantasia en do menor per a piano                                                  | 20-5-1785      | Viena             |
| Anh.26      | 475a   | Eisam bin ich, meine Liebe, lied per a veus i piano [fragment]                    | ~1785          | Viena             |
| 476         | 476    | Das Veilchen, lied per a veus i piano                                             | 8-6-1785       | Viena             |
| Anh.11a     | 477a   | Per la ricuperata salute de Ophelia, cantata per a veus i piano [perduda]         | 1785           |                   |
| 478         | 478    | Quartet de cordaen sol menor per a piano i corda                                  | 16-10-1785     | Viena             |
| 479         | 479    | Dite almeno, in che mancai, quartet (STBB) i orq.                                 | 5-11-1785      | Viena             |
| 477         | 479a   | Maurerische Trauermusik, Música funebre en Do M                                   | juliol 1785    | Viena             |
| 480         | 480    | Mandina amabile, trio (STB) i orq.                                                | 21-11-1785     | Viena             |
| 434         | 480b   | Del gran regno delle amazoni, trio per a tenor, 2 baixos i orquestra [fragment]   | finals 1785    | Viena?            |
| 481         | 481    | Sonata per a violí i piano núm. 33 en Mi♭ M                                       | 12-12-1785     | Viena             |
| 482         | 482    | Concert per a piano núm. 22 en mi ♭ major                                         | 16-12-1785     | Viena             |
| 483         | 483    | Zerfließet heut', geliebte Brüder, lied en Si ♭ M (cor d'homes i orgue)           | ~des. 1785     | Viena             |
| 484         | 484    | Ihr unsere neuen Leiter, lied en Sol M per a cor d'homes i orgue                  | ~des. 1785     | Viena             |
| 411         | 484a   | Adagio en Si ♭ M per a 2 clarinets i 3 corno di b.                                | ~finals 1785   | Viena?            |
| Anh.95      | 484b   | Allegro assai en Si ♭ M per a 2 clarinets i 3 corno di b. [fragment]              | ~finals 1785   | Viena             |
| Anh.93      | 484c   | Adagio en Fa M per a clarinet i 2 o 3 corno di b. [fragment]                      | ~finals 1785   | Viena             |
| 410         | 484d   | Adagio en Fa M per a 2 corno di b. i fagot                                        | ~finals 1785   | Viena?            |
|             | 484e   | Allegro en Fa M per a corno di b. [fragment]                                      | ~finals 1785   | Viena             |
| 485         | 485    | Rondó en Re M per a piano                                                         | 10-1-1786      | Viena             |
| 486         | 486    | Der Schauspieldirektor, comèdia en 1 acte                                         | inici de 1786  | Viena             |
| 488         | 488    | Concert per a piano núm. 23 en la major                                           | 2-3-1786       | Viena             |
| Anh.58      | 488a   | Andante en Re M d'un Concert per a piano i orquestra [fragment]                   | ~inici de 1786 | Viena             |
| Anh.63      | 488b   | Rondó en La M d'un Concert per a piano i orquestra [fragment]                     | ~inici de 1786 | Viena             |
| Anh.64      | 488c   | Rondó en La M d'un Concert per a piano i orquestra [fragment]                     | ~inici de 1786 | Viena             |
|             | 488d   | Rondó en La M per a un Concert de piano [fragment]                                | ~inici de 1786 | Viena             |
| 489         | 489    | Spiegarti non poss'io, duet per a soprano, tenor i orq.                           | 10-3-1786      | Viena             |
| 490         | 490    | Non temer, amato bene, recitatiu i ària per a tenor, violí solo i orq.            | 10-3-1786      | Viena             |
| 491         | 491    | Concert per a piano núm. 24 en Do M                                               | 24-3-1786      | Viena             |
| Anh.62      | 491a   | Rondó en Mi ♭ M d'un Concert per a piano i orq.                                   | ~inici de 1786 | Viena             |
| 492         | 492    | Les noces de Fígaro, òpera bufa en 4 actes                                        | 1-5-1786       | Viena             |
| 493         | 493    | Quartet de corda per a piano i corda en Mi ♭ M                                    | 3-6-1786       | Viena             |
| Anh.53      | 493a   | Moviment d'un quartet per a piano i corda en Mi ♭ M [esbós]                       | < 3-6-1786     | Viena             |
| 494         | 494    | Rondó en Fa M per a piano                                                         | 10 juny 1786   | Viena             |
| Anh.98a     | 494a   | Concert per a trompa núm. 5 en Mi M                                               | Estiu 1786     | Viena             |
| 495         | 495    | Concert per a trompa núm. 4 en Mi♭ M                                              | 26-6-1786      | Viena             |
| Anh.52      | 495a   | Allegro en Sol M d'un trio per a piano i corda [fragment]                         | ~1786          | Viena             |
| 496         | 496    | Trio núm. 3 en Sol M per a piano i corda                                          | 8-7-1786       | Viena             |
| 487         | 496a   | Dotze duos per a 2 trompes o per a violí i viola                                  | 27-7-1786      | Viena             |
| 497         | 497    | Sonata per a piano a 4 mans en Fa M                                               | 1-8-1786       | Viena             |
| 357         | 497a   | Allegro i Andante en Sol M per a piano a 4 mans                                   | ~Estiu 1786    | Viena             |
| 498         | 498    | Trio en Mi♭ M Kegelstatt per a piano, clarinet/violí i viola                      | 5-8-1786       | Viena             |
| Anh.136     | 498a   | Sonata per a piano en si♭ M, K. 498a                                              | 1786           |                   |
| 499         | 499    | Quartet de corda núm. 20 en Re M «Hoffmeister»                                    | 19-8-1786      | Viena             |
| 500         | 500    | Dotze variacions en si♭ M per a piano                                             | 12-9-1786      | Viena             |
| 357         | 500a   | Allegro i Andante en Sol M per a piano a 4 mans (=497a)                           | ~Estiu 1786    | Viena             |
| 501         | 501    | Andante i cinc variacions en Sol M per a piano a 4 mans                           | 4-11-1786      | Viena             |
| Anh.51      | 501a   | Moviment en si♭ M per a un trio per a piano i corda [fragment]                    | ~1786          | Viena             |
| 502         | 502    | Trio per a piano i corda núm. 4 en si♭ M                                          | 18-11-1786     | Viena             |
| Anh.60      | 502a   | Moviment en Do M d'un Concert per a piano i orquestra [fragment]                  | ~finals 1786   | Viena             |
| 503         | 503    | Concert per a piano núm. 25 en Do M                                               | 4-12-1786      | Viena             |
| 504         | 504    | Simfonia núm. 38 en Re M «Praga»                                                  | 6-12-1786      | Viena             |
| Anh.105     | 504a   | Moviment en Sol M per a una Simfonia [fragment]                                   | des. 1786      | Viena?            |
| 505         | 505    | Non temer, amato bene, recitatiu i rondó per a soprano, piano i orq.              | 26-12-1786     | Viena             |
| 506         | 506    | Lied der Freiheit, lied per a veus i piano                                        | ~Final 1785    | Viena             |
|             | 506a   | Moviment en Do M per a quartet de corda [Quadern d'estudis per T. Attwood]        | 1785-1786      |                   |
| 507         | 507    | Heiterkeit und leichtes Blut, cànon en Fa M per a 2 sopranos i tenor              | > 3-6-1786     | Viena?            |
| 508         | 508    | Auf das Wohl aller Freunde, cànon en Fa M per a 2 sopranos i tenor                | > 3 juny 1786  | Viena?            |
|             | 508a   | Dos cànons en Fa M per a 3 veus, 14 cànons en Fa M per a 2 veus                   | > 3 juny 1786  | Viena?            |
|             | 508A   | Cànon in perpetuo [sense text] en Do M per a 2 veus                               | > 3 juny 1786  | Viena?            |
| 509         | 509    | Sis allemandes per a orq.                                                         | 6-2-1787       | Praga             |
| 232         | 509a   | Lieber Freistädtler, lieber Gaulimauli, cànon en Sol M a 4 veus                   | > 4-7-1787     | Viena             |
|             | 509b   | Der Salzburger Lump in Wien, lustspiel [esbós]                                    | 1787           |                   |
| Anh.28      | 509c   | Die Liebesprobe, lustspiel en 3 actes [esbós]                                     | 6-2-1787       |                   |
| 511         | 511    | Rondó en La M per a piano                                                         | 11-3-1787      | Viena             |
| 512         | 512    | Non sò d'onde viene, recitatiu i ària per a baix i orq.                           | 18/19-3-1787   | Viena             |
| 513         | 513    | Mentre ti lascio, oh figlia, ària per a baix i orq.                               | 23-3-1787      | Viena             |
| Anh.80      | 514a   | Quintet en si♭ M per a corda [fragment]                                           | ~inici de 1787 | Viena?            |
| 515         | 515    | Quintet núm. 3 en Do M per a corda                                                | 19-4-1787      | Viena             |
| Anh.87      | 515a   | Andante en Fa M per a quintet de corda [fragment]                                 | Abril 1787     | Viena?            |
| 228         | 515b   | Dos cànons dobles a 4 veus                                                        | < 24-4-1787    | Viena             |
| Anh.79      | 515c   | Moviment en La M per a quintet de corda [fragment]                                | ~maig 1787     | Viena?            |
| 516         | 516    | Quintet núm. 4 en Sol M per a corda                                               | 16-5-1787      | Viena             |
| Anh.86      | 516a   | Rondó en Sol M per a quintet de corda [fragment]                                  | ~maig 1787     | Viena?            |
| 406         | 516b   | Quintet núm. 2 en do menor per a corda                                            | 1787 o 1788    | Viena             |
| Anh.91      | 516c   | Moviment en si♭ M d'un quintet per a clarinet i corda [fragment]                  | 1787?          | Viena?            |
|             | 516d   | Rondó en Mi♭ M per a clarinet i corda [fragment]                                  | 1787?          | Viena?            |
| Anh.89      | 516e   | Rondó per a clarinet i corda [fragment]                                           | 1787           |                   |
|             | 516f   | Musikalisches Würfelspiel en Do M                                                 | 1787           | Viena             |
| 517         | 517    | Die Alte, lied per a veus i piano                                                 | 18-5-1787      | Viena             |
| 518         | 518    | Die Verschweigung, lied per a veus i piano                                        | 20-5-1787      | Viena             |
| 519         | 519    | Das Lied der Trennung, lied per a veus i piano                                    | 23-5-1787      | Viena             |
| 520         | 520    | Als Luise die Briefe, lied per a veus i piano                                     | 26-5-1787      | Viena             |
| 521         | 521    | Sonata en Do M per a piano a 4 mans                                               | 29-5-1787      | Viena             |
| 522         | 522    | Ein musikalischer Spaß, divertimento en Fa M                                      | 14-6-1787      | Viena             |
| Anh.108     | 522a   | Rondó en Fa M per a 2 violins, viola, baix, 2 trompes [fragment]                  | ~juny 1787     | Viena             |
| 523         | 523    | Abendempfindung an Laura, lied per a una veus i piano                             | 24-6-1787      | Viena             |
| 524         | 524    | An Chloe, lied per a veus i piano                                                 | 24-6-1787      | Viena             |
| 525         | 525    | Serenata núm. 13 en Sol M, «Eine kleine Nachtmusik» per a corda                   | 10-8-1787      | Viena             |
| Anh.69      | 525a   | Larghetto en Do M per a corda [fragment]                                          | agost 1787?    | Viena             |
| 526         | 526    | Sonata per a violí i piano núm. 35 en La M                                        | 24-8-1787      | Viena             |
| Anh.50      | 526a   | Moviment en La M d'una Sonata per a piano i violí [fragment]                      | ~Estiu 1787    | Viena             |
| 527         | 527    | Don Giovanni, òpera en 2 actes                                                    | 29-10-1787     | Praga             |
| 528         | 528    | Resta, oh cara, recitatiu i ària per a soprano i orq.                             | 3-11-1787      | Praga             |
| 529         | 529    | Des kleinen Friedrichs Geburtstag, lied per a veus i piano                        | 6-11-1787      | Praga             |
| 530         | 530    | Das Traumbild, lied per a veus i piano                                            | 6-11-1787      | Praga             |
| 531         | 531    | Die kleine Spinnerin, lied per a veus i piano                                     | 11-12-1787     | Viena             |
| 532         | 532    | Grazie agl'inganni tuoi, trio per a soprano, tenor i baix i orquestra [inacabada] | ~1787          | Viena             |
| 533         | 533    | Sonata per a piano núm. 15 en Fa M                                                | 3-1-1788       | Viena             |
| 534         | 534    | Contradansa en Re M Das Donnerwetter                                              | 14-1-1788      | Viena             |
| 535         | 535    | Contradansa en Do M La Bataille                                                   | 23-1-1788      | Viena             |
|             | 535a   | Tres contradanses (només subsisteix la versió de piano)                           | ~1788          | Viena?            |
| Anh.107     | 535b   | Contradansa en si♭ M                                                              | ~1790-1791     | Viena?            |
| 536         | 536    | Sis allemandes amb trios per a orq.                                               | 27-1-1788      | Viena             |
| 537         | 537    | Concert per a piano núm. 26 en Re M Krönungskonzert núm. 1                        | 24-2-1788      | Viena             |
| Anh.57      | 537a   | Moviment en Re M d'un Concert per a piano [fragment]                              | ~inici de 1788 | Viena             |
| Anh.61      | 537b   | Moviment en La M d'un Concert per a piano i orquestra [fragment]                  | ~inici de 1788 | Viena             |
|             | 537d   | Ich folge dir, verklarter Held (ària per a un oratori de C. P. E. Bach            | 1788           |                   |
| 538         | 538    | Ah se il ciel, benigne stelle, ària per a soprano i orq.                          | 4-3-1788       | Viena             |
| 539         | 539    | Ich möchte wohl der Kaiser sein, cant de guerra alemany (baix i orq.)             | 5-3-1788       | Viena             |
| 540         | 540    | Adagio en si menor per a piano                                                    | 19-3-1788      | Viena             |
|             | 540a   | Dalla sua pace, ària de Don Ottavio en l'òpera Don Giovanni                       | 24-4-1788      | Viena             |
|             | 540b   | Per queste tue manine, duet (Zerlina i Leporello, Don Giovanni)                   | 28-4-1788      | Viena             |
|             | 540c   | Mi tradi quell'alma ingrata, recitatiu i ària (Donna Elvira, Don Giovanni)        | 30-4-1788      | Viena             |
| 541         | 541    | Un bacio de mano, arieta per a baix i orq.                                        | maig 1788      | Viena             |
| 542         | 542    | Trio núm. 5 en Mi M per a piano i corda                                           | 22-6-1788      | Viena             |
| 543         | 543    | Simfonia núm. 39 en Mi ♭ M                                                        | 26-6-1788      | Viena             |
| 544         | 544    | Marxa en Re M per a violí, flauta, viola, trompa i violoncel [perduda]            | 28-6-1788      | Viena             |
| 545         | 545    | Sonata per a piano núm. 16 en Do M                                                | 26-6-1788      | Viena             |
| 546         | 546    | Adagio i fuga en do menor per a quartet a corda                                   | 26-6-1788      | Viena             |
| Anh.47      | 546a   | Moviment en Sol M per a piano i violí                                             | ~juny 1788     | Viena             |
| 547         | 547    | Sonata per a violí i piano núm. 36 en Fa M                                        | 10-7-1788      | Viena             |
| Anh.135     | 547a   | Sonata per a piano en Fa M, K. 547a                                               | 1788           |                   |
| 54          | 547b   | Tema i 5 Variacions en Fa M per a piano                                           | 10-7-1788?     | Viena             |
| 548         | 548    | Trio núm. 6 en Do M per a piano i corda                                           | 14-7-1788      | Viena             |
| 549         | 549    | Più non si trovano, canzonetta (2 S, B i 3 corno di b.)                           | 16-7-1788      | Viena             |
| 550         | 550    | Simfonia núm. 40 en sol menor                                                     | 25-7-1788      | Viena             |
| 551         | 551    | Simfonia núm. 41 en Do M «Júpiter»                                                | 10-8-1788      | Viena             |
| 552         | 552    | Beim Auszug in das Feld, lied per a veus i piano                                  | 11-8-1788      | Viena             |
| 553         | 553    | Alleluia, cànon en Do M per a 4 veus                                              | 2-9-1788       | Viena             |
| 554         | 554    | Ave Maria, cànon en Fa M a 4 veus                                                 | 2-9-1788       | Viena             |
| 555         | 555    | Lacrimoso son' io, cànon en La M a 4 veus                                         | 2-9-1788       | Viena             |
| 556         | 556    | Grechtelt's enk, cànon en Sol M a 4 veus                                          | 2-9-1788       | Viena             |
| 557         | 557    | Nascoso è il mio sol, cànon en Fa M a 4 veus                                      | 2-9-1788       | Viena             |
| 558         | 558    | Gehn wir im Prater, gehn wir in d'Hetz, cànon en Si ♭ M a 4 veus                  | 2-9-1788       | Viena             |
| 559         | 559    | Difficile lectu mihi de març, cànon en Fa M a 3 veus                              | 2-9-1788       | Viena             |
|             | 559a   | O del eselhafter Peierl, cànon en Fa M a 4 veus                                   | 1785-1787      | Viena             |
| 560         | 560    | O del eselhafter Martin (Jakob), cànon en Fa M a 4 veus                           | 2-9-1788       | Viena             |
| 561         | 561    | Bona nox ! bist a rechta Ox, cànon en La M a 4 veus                               | 2-9-1788       | Viena             |
| 562         | 562    | Caro, bell' idol mio, cànon en La M a 3 veus                                      | 2-9-1788       | Viena             |
|             | 562a   | Cànon [sense text], en Si ♭ M a 4 veus                                            |                | Viena?            |
|             | 562b   | Estudi en cànon en Fa M                                                           | 1788           |                   |
| Anh.191     | 562c   | Cànon en Do M a 4 veus per a 2 violins, viola i baix                              |                | Viena?            |
|             | 562d   | Darum so trinkt, duet per a 2 sopranos i acompanyament de baix [perdut]           | 1788           |                   |
| Anh.66      | 562e   | Trio en Sol M de sei pezzi per a corda                                            | ~set. 1788     | Viena?            |
| 563         | 563    | Divertimento en Mi ♭ M per a corda                                                | 27-9-1788      | Viena             |
| 564         | 564    | Trio núm. 7 en Sol M per a piano i corda                                          | 27-10-1788     | Viena             |
| 565         | 565    | Dues contradanses [perdut]                                                        | 1788           |                   |
|             | 565a   | Contradansa en Re M sense instrumentatció                                         |                |                   |
| 566         | 566    | Acis und Galatea (reinstrumentació de l'obra de Handel)                           | nov. 1788      | Viena             |
| 567         | 567    | Sis allemandes amb trios per a orq.                                               | 6-12-1788      | Viena             |
| 568         | 568    | 12 Minuets amb trios per a orq.                                                   | 24-12-1788     | Viena             |
| 569         | 569    | Ohne Zwang, aus eignem Triebe, ària per a veus i orquestra [perduda]              | 1789           |                   |
| Anh.31      | 569a   | Moviment en Si ♭ M per a una Sonata per a piano [fragment]                        | 1787-1789      | Viena?            |
| 570         | 570    | Sonata per a piano núm. 17 en si♭ M                                               | febrer 1789    | Viena             |
| 571         | 571    | Sis allemandes amb trios per a orq.                                               | 21-2-1789      | Viena             |
| Anh.5       | 571a   | Caro mio Druck und Schluck, quartet (S, 2T, B i piano) [fragment]                 | ~inici de 1789 | Viena?            |
| Anh.106     | 571A   | Minuet en La M per a orq.                                                         | 1789           |                   |
| 572         | 572    | Der Messias (reinstrumentació de l'obra de Handel)                                | ~març 1789     | Viena             |
| Anh.4       | 572a   | Lebet wohl, wir sehn uns wieder..., doble cànon a 6 veus [perdut]                 | 1789           |                   |
| 573         | 573    | Nou variacions en Re M per a piano (d'un Minuet de Jean-Pierre Duport)            | 29-4-1789      | Potsdam           |
| 574         | 574    | Giga en Sol M per a piano                                                         | 16-5-1789      | Leipzig           |
| 575         | 575    | Quartet de corda núm. 21 en Re M                                                  | juny 1789      | Viena             |
| 576         | 576    | Sonata per a piano núm. 18 en Re M                                                | juliol 1789    | Viena             |
| Anh.34      | 576a   | Minuet en Re M per a piano                                                        |                |                   |
| 355         | 576b   | Minuet en Re M per a piano                                                        | 1789-1790?     | Viena             |
| 577         | 577    | Als desio de chi t'adora, rondó per a soprano i orq.                              | juliol 1789    | Viena             |
| 578         | 578    | Alma grande e nobil core, ària per a soprano i orq.                               | agost 1789     | Viena             |
| 579         | 579    | Un moto de gioia, ària per a soprano i orq.                                       | ~agost 1789    | Viena             |
| 580         | 580    | Schon lacht der holde Frühling, ària per a soprano i orq.                         | 17-9-1789      | Viena             |
| Anh.94      | 580a   | Adagio en Do M (corn a., 2 trompes, fagot/clarinet, i 3 corno di b.) [fragment]   | ~set. 1789     | Viena             |
| Anh.90      | 580b   | Quintet en Fa M per a clarinet, corno di b. i corda [fragment]                    | 1789?          | Viena?            |
| 581         | 581    | Quintet per a clarinet i corda en La M, «Stadler»                                 | 29-9-1789      | Viena             |
| Anh.88      | 581a   | Moviment del quintet en La M per a clarinet i corda [fragment]                    | 1789?          | Viena?            |
| 582         | 582    | Chi sà, chi sà, qual sia, ària per a soprano i orq.                               | oct. 1789      | Viena             |
| 583         | 583    | Vado, ma dove ? oh Dei !, ària per a soprano i orq.                               | oct. 1789      | Viena             |
| 584         | 584    | Rivolgete a lui lo sguardo, ària per a baix i orq.                                | des. 1789      | Viena             |
| 585         | 585    | Dotze minuets amb trios per a orq.                                                | des. 1789      | Viena             |
| 586         | 586    | Dotze allemandes amb trios per a orq.                                             | des. 1789      | Viena             |
| 587         | 587    | Contradansa en Do M Der Sieg vom Helden Koburg                                    | des. 1789      | Viena             |
| Anh.74      | 587a   | Moviment en Sol M per a quartet a corda                                           | final 1789?    | Viena             |
| 588         | 588    | Così fan tutte, òpera bufa en 2 actes                                             | 26-1-1790      | Viena             |
| 106         | 588a   | Obertura en Re M i contradanses en Re M, La M i si♭ M                             | ~gener 1790    |                   |
| 236         | 588b   | Andantino en Mi♭ M per a piano (Non vi turbate de Gluck) [dubtosa]                |                |                   |
| 589         | 589    | Quartet de corda núm. 22 en si♭ M                                                 | maig 1790      | Viena             |
| Anh.68      | 589a   | Moviment en si♭ M per a quartet de corda [fragment]                               | 1790?          | Viena?            |
| Anh.73      | 589b   | Rondó en Fa M per a quartet de corda [fragment]                                   | 1790?          | Viena?            |
| 590         | 590    | Quartet de corda núm. 23 en Fa M                                                  | juny 1790      | Viena             |
| Anh.29      | 590a   | Moviment en Fa M per a una Sonata per a piano [fragment]                          | 1787-1789      | Viena?            |
| Anh.30      | 590b   | Rondó en Fa M d'una Sonata per a piano [fragment]                                 | 1787- 1789     | Viena?            |
| Anh.37      | 590c   | Rondó en Fa M d'una Sonata per a piano [fragment]                                 | 1787-1789      | Viena?            |
| 312         | 590d   | Allegro en Sol M per a piano                                                      | 1790/91        | Viena?            |
| 591         | 591    | Das Alexander-Fest (reinstrumentació de l'obra de Handel)                         | juliol 1790    | Viena             |
| 592         | 592    | Oda auf St. Caecilia (reinstrumentació de l'obra de Handel)                       | juliol 1790    | Viena             |
| 625         | 592a   | Nun, liebes Weibchen, ziehst mit mir, duet còmic (S, B i orq.)                    | agost 1790     | Viena?            |
| Anh.83      | 592b   | Moviment en Re M per a quintet de corda [fragment]                                | 1790           |                   |
| 593         | 593    | Quintet núm. 5 en Re M per a corda                                                | des. 1790      | Viena             |
| Anh.35      | 593a   | Adagio en re menor per a orgue [fragment]                                         | ~finals 1790   | Viena?            |
| 594         | 594    | Adagio i Allegro en fa menor per a orgue                                          | finals 1790    | Viena             |
| 595         | 595    | Concert per a piano núm. 27 en Si ♭ M                                             | 5-1-1791       | Viena             |
| 596         | 596    | Sehnsucht nach dem Frühlinge, lied per a veus i piano                             | 14-1-1791      | Viena             |
| 597         | 597    | Der Frühling, lied per a veus i piano                                             | 14-1-1791      | Viena             |
| 598         | 598    | Das Kinderspiel, lied per a veus i piano                                          | 14-1-1791      | Viena             |
| 599         | 599    | Sis minuets amb trios per a orq.                                                  | 23-1-1791      | Viena             |
| 600         | 600    | Sis allemandes amb trios per a orq.                                               | 29-1-1791      | Viena             |
| 601         | 601    | Quatre minuets amb trios per a orq.                                               | 5-2-1791       | Viena             |
| 602         | 602    | Quatre allemandes amb trios per a orq.                                            | 5-2-1791       | Viena             |
| 603         | 603    | Dues contradanses                                                                 | 5-2-1791       | Viena             |
| 604         | 604    | Dos minuets amb trios per a orq.                                                  | 12-2-1791      | Viena             |
| 605         | 605    | Tres allemandes amb trios per a orq.                                              | 12-2-1791      | Viena             |
| 607         | 605a   | Contradansa en Mi ♭ M Il Trionfo delle Donne                                      | 28-2-1791      | Viena             |
| 606         | 606    | Sis contradanses alemanyes Ländlerische Tänze per a corda                         | 28-2-1791      | Viena             |
| 608         | 608    | Fantasia en fa menor per a orgue mecànic                                          | 3-3-1791       | Viena             |
| 609         | 609    | Cinc contradanses                                                                 | 1791           | Viena?            |
| 610         | 610    | Contradansa en Sol M Les filles malicieuses                                       | 6-3-1791       | Viena             |
| 611         | 611    | Allemande en Do M i trio Die Leyerer per a orq.                                   | 6-3-1791       | Viena             |
| 612         | 612    | Per questa bella mano, ària per a baix i orq.                                     | 8-3-1791       | Viena             |
| 613         | 613    | Vuit variacions en Fa M per a piano (de Ein Weib ist das herrlichste Ding)        | ~abril 1791    | Viena             |
| Anh.81      | 613a   | Moviment en Mi♭ M per a quintet de corda [fragment]                               | abril 1791     | Viena?            |
| Anh.82      | 613b   | Moviment en Mi♭ M per a quintet de corda [fragment]                               | abril 1791     | Viena?            |
| 614         | 614    | Quintet núm. 6 en Mi♭ M per a corda                                               | 12-4-1791      | Viena             |
| 615         | 615    | Viviamo felici in dolce contento, cor final (Le gelosie villane de G. Sarti)      | 1791           |                   |
|             | 615a   | Andante en Fa M per a orgue [fragment]                                            | 1791           |                   |
| 616         | 616    | Andante en Fa M per a una vals per a petit orgue                                  | 4-5-1791       | Viena             |
| Anh.92      | 616a   | Fantasia en Do M per a harmonica, flauta, oboè, viola i cello [fragment]          | > 23-5-1791    | Viena             |
| 617         | 617    | Adagio en do menor i rondó en Do M (harmonica, fl., oboè, viola i cello)          | 23-5-1791      | Viena             |
| 356         | 617a   | Adagio en Do M per a harmònica de cristall                                        | 1791?          | Viena?            |
| 618         | 618    | Ave verum corpus, motet per a cor a 4 veus, 2 violins, viola, baix i orgue        | 17/18-6-1791   | Baden             |
| 619         | 619    | Die ihr des unermeßlichen..., cantata maçònica per a veu i piano                  | juliol 1791    | Viena             |
| 620         | 620    | Die Zauberflöte, òpera en 2 actes                                                 | 30-9-1791      | Viena             |
| Anh.102     | 620a   | Obertura en Mi♭ M [fragment]                                                      | set. 1791      |                   |
| Anh.78      | 620b   | Estudi de contrapunt en si m per a corda                                          | set. 1791?     | Viena?            |
| 621         | 621    | La clemenza di Tito, òpera en 2 actes                                             | 6-9-1791       | Praga             |
| Anh.245     | 621a   | Io ti lascio, oh cara, addio, ària per a baix i corda                             | 1791           | Praga             |
|             | 621b   | Moviment en Sol M d'un Concert per a corno di b. i orquestra [fragment]           |                |                   |
| 622         | 622    | Concert per a clarinet en La M                                                    | oct. de 1791   | Viena             |
| 623         | 623    | Laut verkünde unsre Freude, cantata maçònica (2T, B i orq.)                       | 15-11-1791     | Viena             |
|             | 623a   | Laßt uns mit geschlungenen Händen, cantata maçònica (fragment de KV 623)          | nov. 1791      | Viena             |
| 624         | 624    | Cadences per a concerts de piano                                                  | 1768/91        |                   |
| 626         | 626    | Requiem en re menor                                                               | finals 1791    | Viena             |